# Йосеміті (національний парк)
Націона́льний па́рк «Йосе́міті» (англ. Yosemite National Park) — національний парк, розташований в округах Маріпоса (англ. Mariposa County) і Туолемі (англ. Tuolumne County) в штаті Каліфорнія, США.

## Загальний опис
Парк займає площу 3081 км² і знаходиться на західних схилах гірського хребта Сьєрра-Невада. Парк відвідують приблизно 3 млн осіб в рік, більшість з них зупиняються тільки в долині Йосеміті. У 1984 році парк отримав статус Всесвітньої спадщини під егідою ЮНЕСКО, і відтоді користується міжнародним визнанням за гранітні скелі, водоспади, річки з чистою водою, гаї секвоядендронів і багату біологічну різноманітність (близько 89% парку вважається зоною дикої природи). Хоча це не перший парк, що отримав статус національного, з самого заснування будувався з ідеєю саме національного парку, завдяки роботі таких людей, як один з перших захисників ідеї заповідників Джон М'юр, і фактично був першим у світі заповідником.

## Географія
Парк одночасно є однією з найбільших і найменш фрагментованих територій розповсюдження дикої природи в районі гірського хребта Сьєрра-Невада, і в ньому спостерігається велика різноманітність місцевих видів фауни та флори. Розташований на висоті від 600 до 4 000 м над рівнем моря, парк включає п'ять основних зон рослинності: зони хащ, чагарників і дубів, нижнього гірського лісу, верхнього гірського лісу, субальпійського і альпійського поясів. З 7000 видів рослин, що ростуть у Каліфорнії, приблизно 50% зустрічаються в горах Сьєрра-Невада, і 20% на території самого парку. Тут унаслідок рідкісної геологічної формації і унікальних характеристик ґрунтів — зручне місце для зростання більш ніж 160 рідкісних видів рослин, з яких багато — це ендемічні види.
Національний парк «Йосеміті» розташований у центральній частині хребта Сьєрра-Невада в американському штаті Каліфорнія. Він знаходиться за 5 годин їзди від міста Сан-Франциско і приблизно за 6 годин їзди від Лос-Анджелесу. Він оточений рядом заповідних диких територій: Ансель Адамс на південному сході, Гувер на північному сході і Емігрант на півночі. На території 3 081 км² розташовані тисячі озер і ставків, 2 600 річок і струмків, 1 300 км туристичних маршрутів і 560 км доріг. Дві важливі для всього штату річки, Мерсед і Туолемі беруть свій початок в межах парку, і далі течуть в Центральну долину Каліфорнії. Щорічно парк відвідують понад 3,5 млн туристів, більшість з яких зупиняються на території долини Йосеміті площею 18 км².

### Гірські породи і ерозія

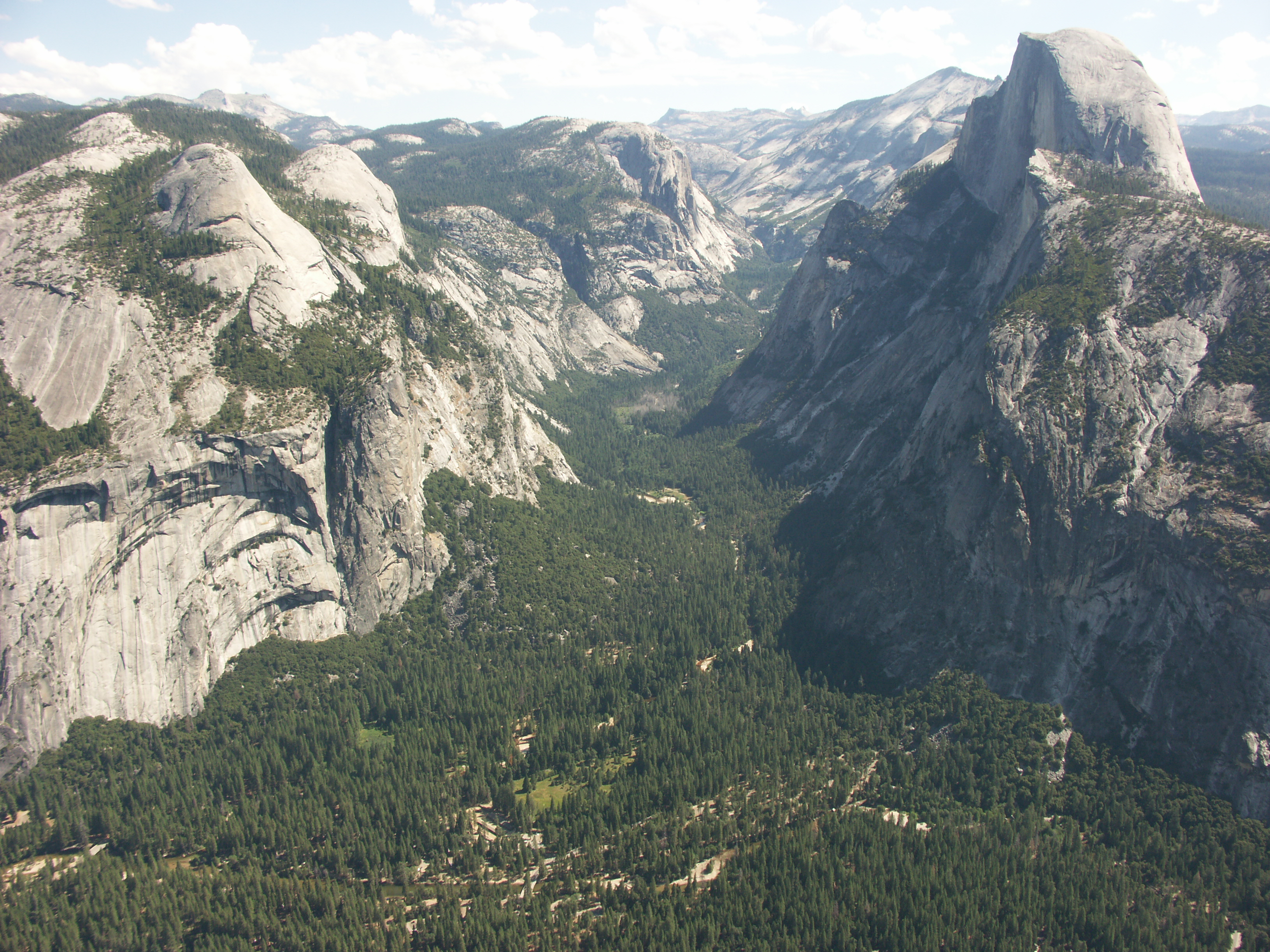
Долина Йосіміті з висоти пташиного лету.

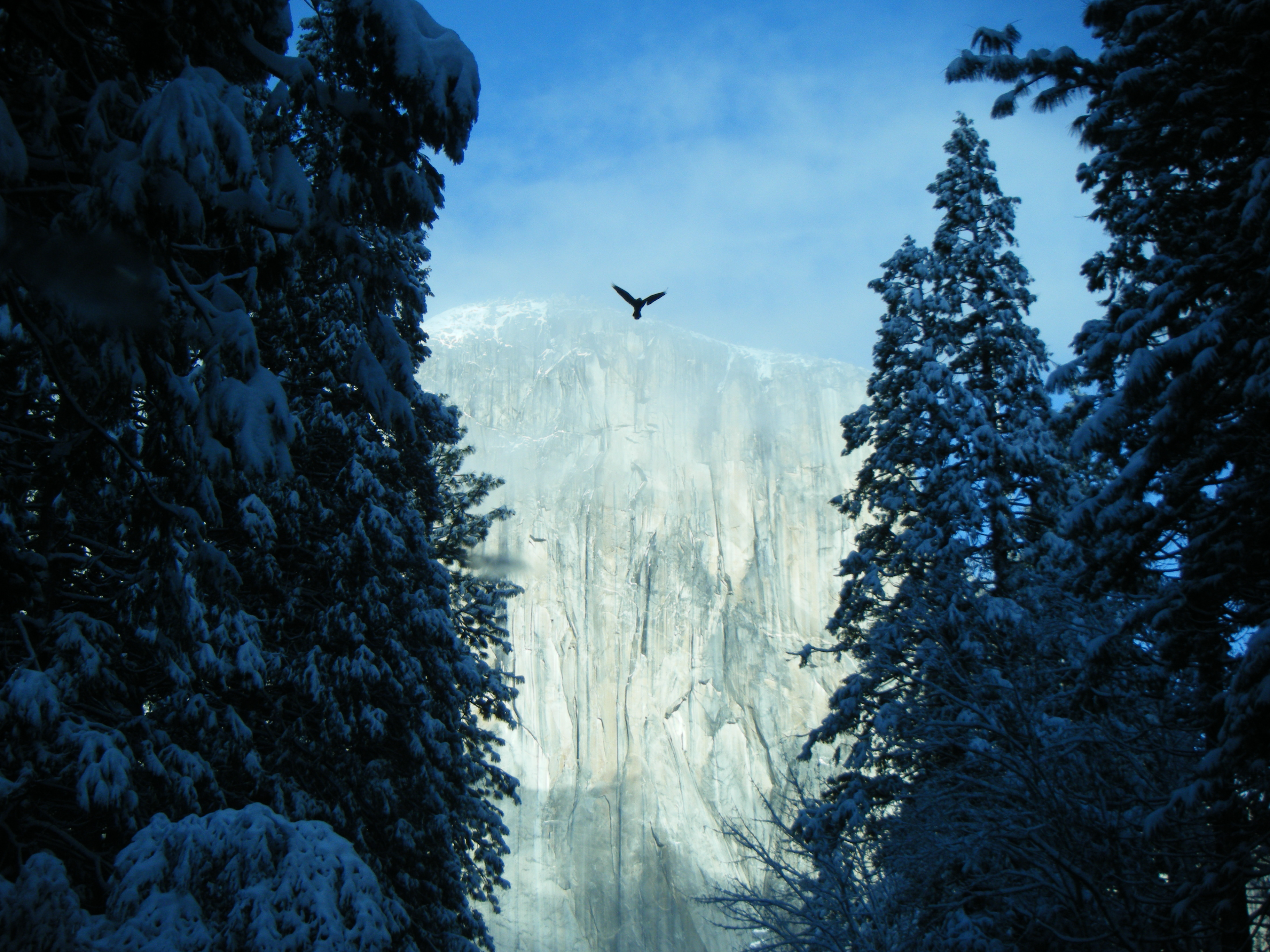
Парк «Йосеміті» зимою

Майже всі рельєфи парку складаються з гранітних порід батоліту Сьєрра-Невади (батоліт — великий інтрузивний масив, що має переважно січні контакти і що знаходиться глибоко під поверхнею землі). Близько 5% парку (в основному на східній межі біля гори Дана (англ. Mount Dana)) складаються з метаморфічних вулканічних і осадових порід. Ці породи називають «висячою покрівлею», оскільки вони колись були дахом для гранітних порід, що знаходилися нижче.
В результаті ерозії різних типів порід, що утворилися в результаті підняття поверхні і супутніх тріщин, з'явилися долини, каньйони, куполоподібні складки і інші утворення рельєфу, які ми спостерігаємо сьогодні (ці зчленовування і тріщини не рухаються, тому немає геологічного розлому). Повітряні простори між зчленуваннями і тріщинами утворюються завдяки присутності в граніті і гранодіориті (інтрузивна кисла гірська порода, проміжна по складу між гранітом і діоритом) діоксиду кремнію; вищий вміст діоксиду кремнію приводить до утворення більшого простору і стійкішої породи.
Природні стовпи і колони, такі як Вашингтон Колумн (англ. Washington Column) і Лост Ерроу (Lost Arrow) утворилися в результаті поперечного з'єднання. В результаті ерозії основної тріщини утворилися долини і, пізніше, каньйони. Найбільш могутньою ерозійною силою за останні декілька мільйонів років стало сходження льодовиків в альпійському поясі, внаслідок чого спочатку V-подібні річкові долини перетворилися на U-подібні льодовикові каньйони (такі як долини Йосеміті та Гетч-Гетчі). В результаті вторинної тріщинуватості (що проявилася в результаті тенденції кристалів магматичних порід до розширення) були утворені гранітні куполи, такі як Хаф Доум (Half Dome) і Норт Доум (North Dome).

### Найвідоміші пам'ятки парку

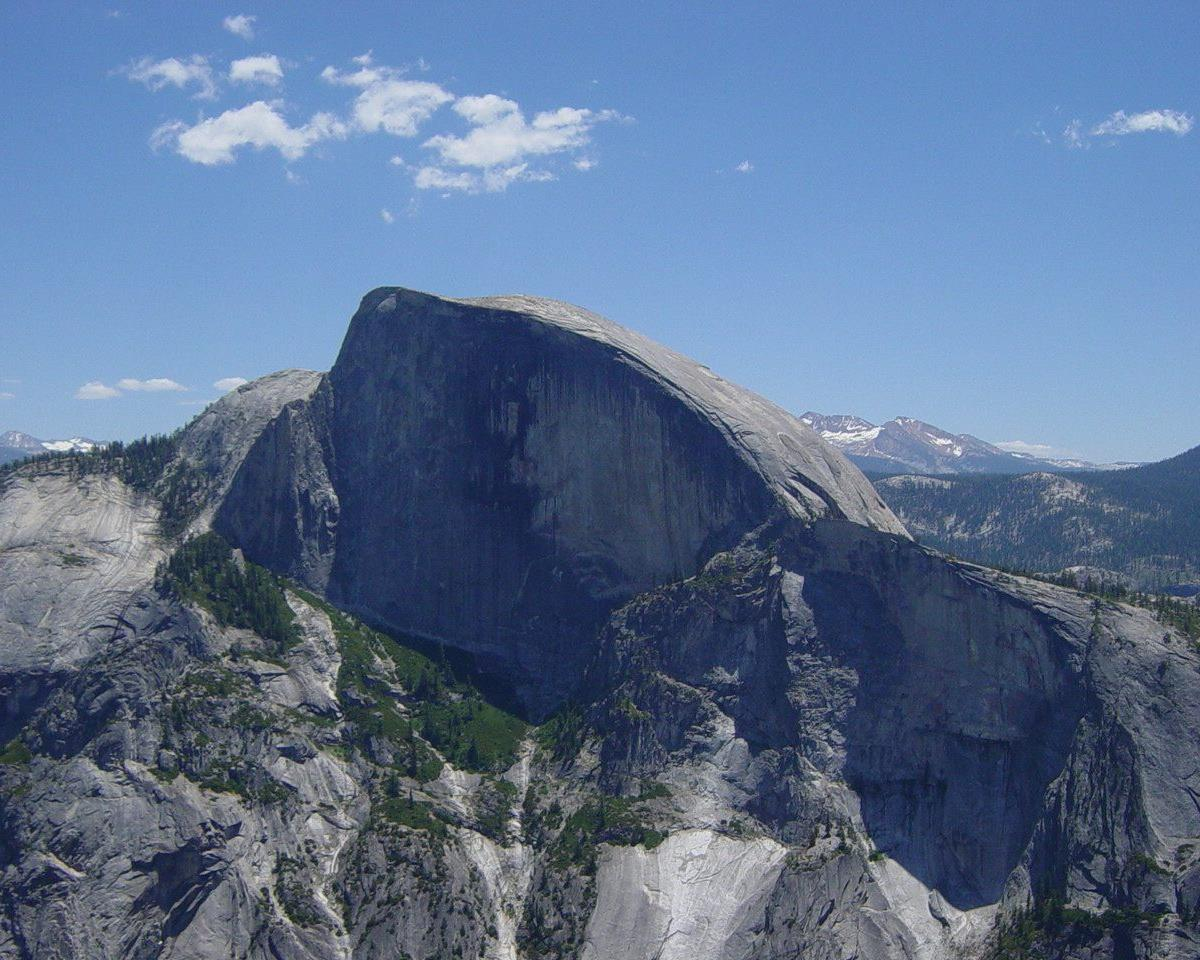
Гранітний купол гори Хаф Доум («пів-купол»)

Долина Йосеміті займає тільки один відсоток від загальної території парка, але саме сюди стікається більшість відвідувачів. Одним з найбільш популярних у світі маршрутів серед скелелазів є гранітна скеля Ель Капітан (англ. El Capitan) заввишки 2 307 м над рівнем моря, яку добре видно з будь-якої частини долини. Скеля має маршрути різного рівня складності і доступна в різний час року. Гранітні куполи, такі як Сентинел Доум (Sentinel Dome) і Хаф Доум (Half Dome) піднімаються на висоту в 900 і 1450 м відповідно над дном долини.
У верхній частині парку можна виявити такі красиві природні місця як Луг Тоулумні (Tuolumne Meadows), Луг Дана (Dana Meadows), гірський хребет Кларк (Clark Range), гірський хребет Кафедрал (Cathedral Range) і гребінь Куна (Kuna Crest). Гірські туристичні маршрути гребінь Сьєрра (Sierra Crest Trail) і гребінь Пасифік (Pacific Crest Trail) проходять через парк Йосеміті по гребеню гір, проходячи через вершини, що складаються з червоного метаморфічного каменя, такі як гора Гіббс (Mount Gibbs), а також через гранітні вершини, такі як гора Коннесс (Mount Conness). Найвищою точкою парку є гора Лаєлл (Mount Lyell) заввишки 3997 м над рівнем моря.

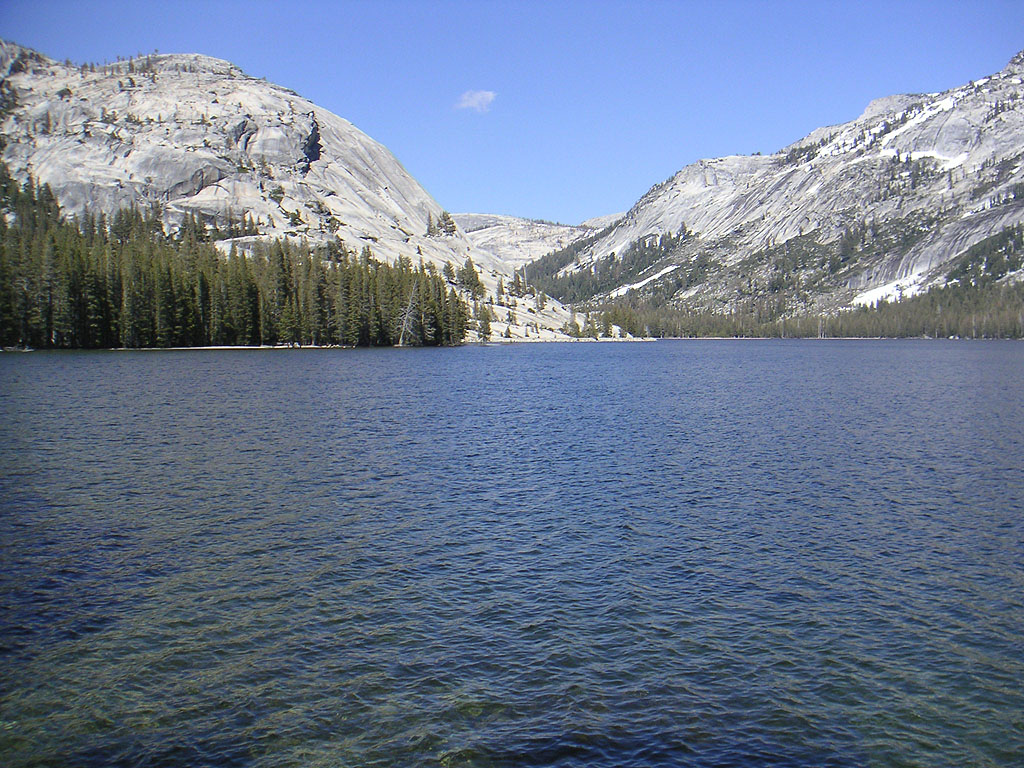
Озеро Теная

У парку розташовано три гаї стародавніх дерев секвоядендронів: гай Маріпоса (англ. Mariposa Grove, 200 дерев), гай Тоулумні (Tuolumne Grove, 25 дерев) і гай Мерсед (Merced Grove, 20 дерев). Дерева секвоядендрон вважаються наймасивнішими і одними з найвищих та найдовговічніших дерев у світі — дерева, що ростуть нині, з'явилися в парку ще до початку останнього льодовикового періоду.

### Водойми та льодовики

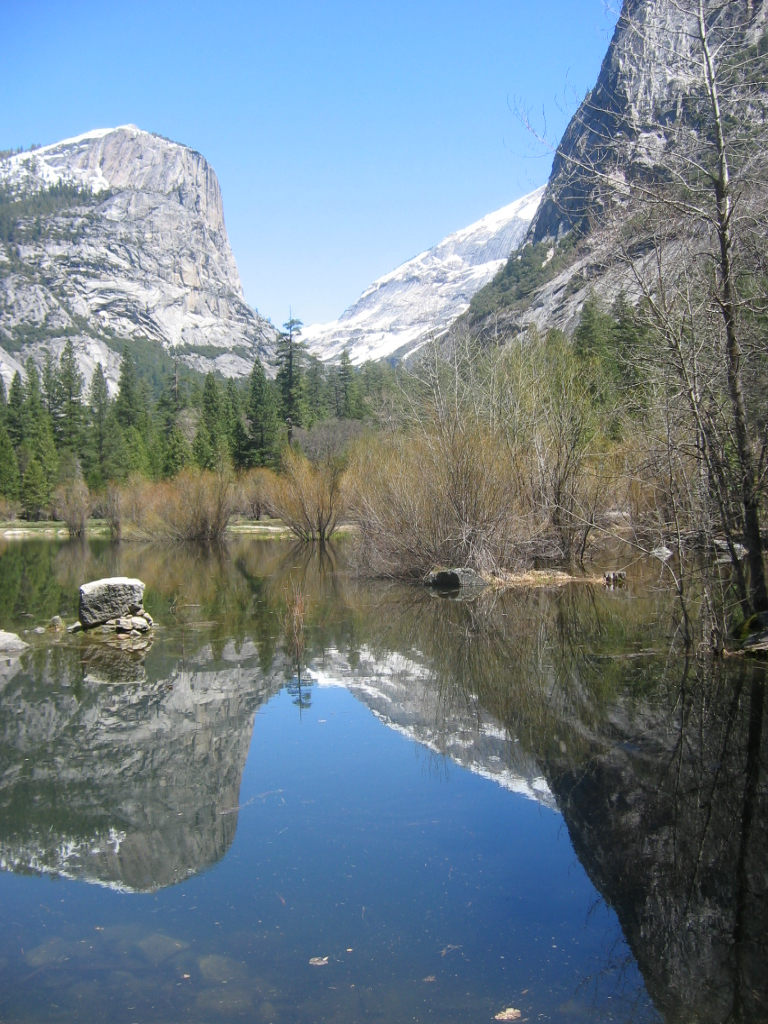
Озеро Дзеркальне

Річки Тоулумні і Мерсед, що беруть свій початок у верхів'ях гір на території парку, прорізали річкові каньйони завглибшки від 900 до 1 200 м. Басейн річки Тоулумні на території парку становить приблизно 1 760 км², вона вбирає в себе воду всієї північної частини парку. Річка Мерсед, навпаки, тече з південних вершин території (в основному хребтів Кафедрал і Кларк) і її басейн становить приблизно 1 320 км².
Гідрологічні процеси, включаючи рух льодовиків, повені і річкові геоморфологічні цикли, були вирішальним чинником у створенні природних ландшафтів парку. Окрім двох основних річок, в парку є 3 200 озер з площею понад 100 м² кожне, 2 водосховища і близько 2700 км різних річок і струмків, кожен з яких входить в один з двох вододілів. На дні долин по всьому парку утворюються заболочені місця, які часто пов'язані з довколишніми озерами і річками ґрунтовими водами та сезонними повенями. Луки на висоті від 300 до 3 500 м над рівнем моря також часто заболочені, оскільки розташовані уздовж річок і струмків.
Льодовики на території парка відносно невеликі за розміром і займають території, що переважно знаходяться в тіні. Найбільший льодовик Сьєрра-Невади, і відповідно парку Йосеміті, льодовик Лаєлл (англ. Lyell Glacier) займає площу 65 га. Жоден з сучасних льодовиків не є залишком величезних альпійських льодовиків льодовикового періоду, що відповідали за зміну природного ландшафту парка. Вони утворилися за часів відносного похолодання клімату Землі, таких як Малий льодовиковий період в XIV-XVII століттях. Глобальне потепління зменшило кількість і розміри льодовиків у всьому світі, зокрема і в Сьєрра-Неваді. Багато льодовиків парку, відкриті в 1871 році Джоном М'юром, в теперішній час або повністю зникли, або втратили до 75% своїй поверхні.

### Водоспади

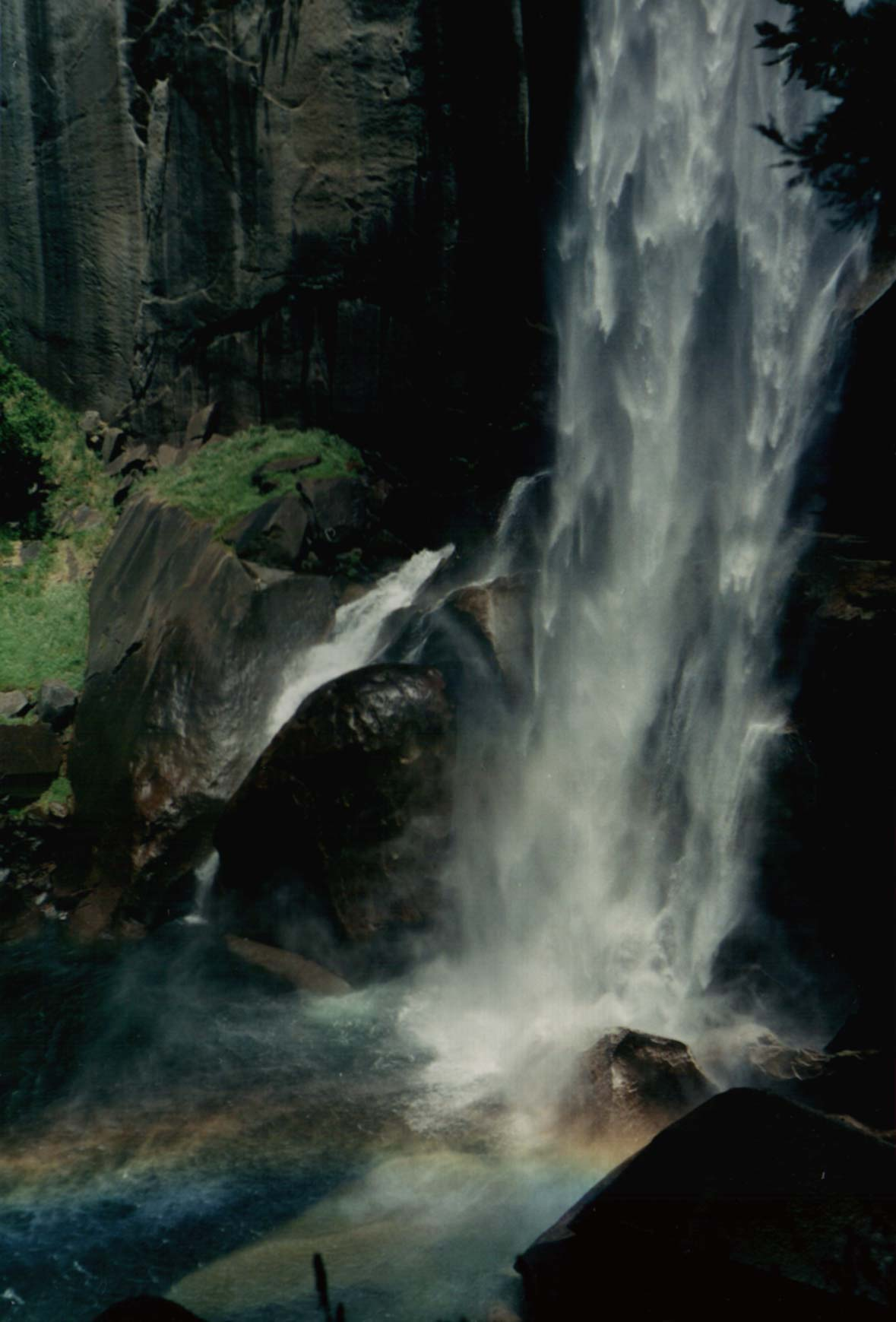
Водоспад Йосеміті

Численні прямовисні скелі, льодовикові уступи і висячі долини (тобто бічні долини, днища яких вищі за днище головної долини) дають хороші умови для виникнення водоспадів, особливо за часів танення снігів у весняний і літній період. Водоспади Йосеміті складають заввишки 782 м є найвищим водоспадом в Північній Америці і третім по висоті водоспадом у світі. Набагато менший за об'ємом спадної води, водоспад Ріббон, проте, є водоспадом з найбільшою висотою безперешкодного падіння води — 492 м. Можливо, найвідомішим водоспадом в парку є водоспад Брідалвейл, добре видний з дороги, що проходить недалеко.
Серед великого скупчення природних водоспадів, які можна побачити на обмеженій території парку, слід відзначити такі:
- Брідалвейл — 190 м
- Чілнуална — 210 м
- Іллілоетт — 110 м
- Легаміт — 360 м
- Невада — 180 м
- Ріббон — 492 м
- Роял-Арч-Каскейд — 370 м
- Сентінел — 585 м
- Сілвер-Стренд — 175 м
- Сноу крік — 652 м
- Стеркейс — 310 м
- Туїлала — 256 м
- Вернал — 96 м
- Вапама — 520 м
- Вотервіл — 90 м
- Вайлдкет — 192 м
- Йосеміті — 742 м
- Кінський хвіст — 650 м

Водоспади парку Йосеміті
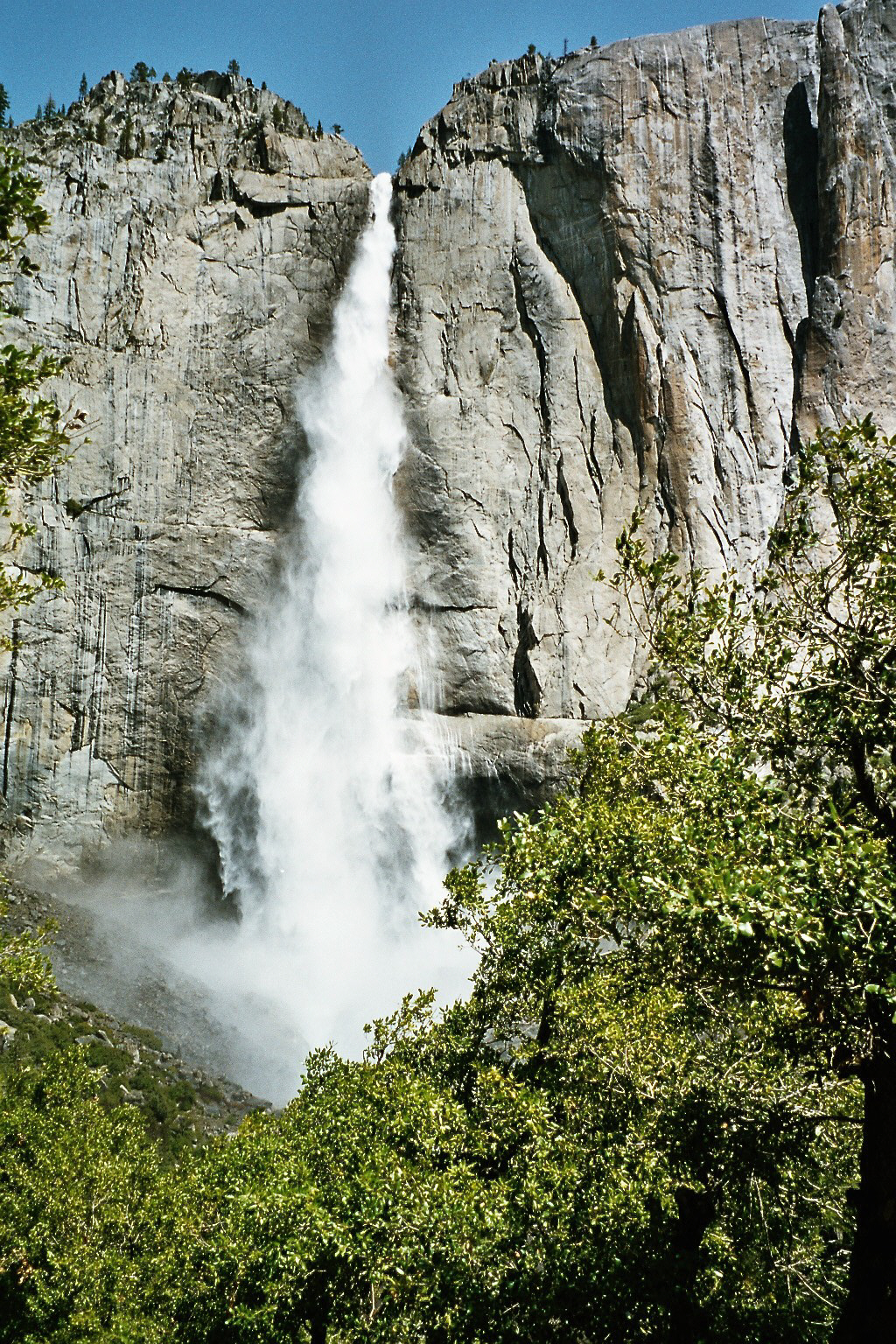
Водоспади Йосеміті
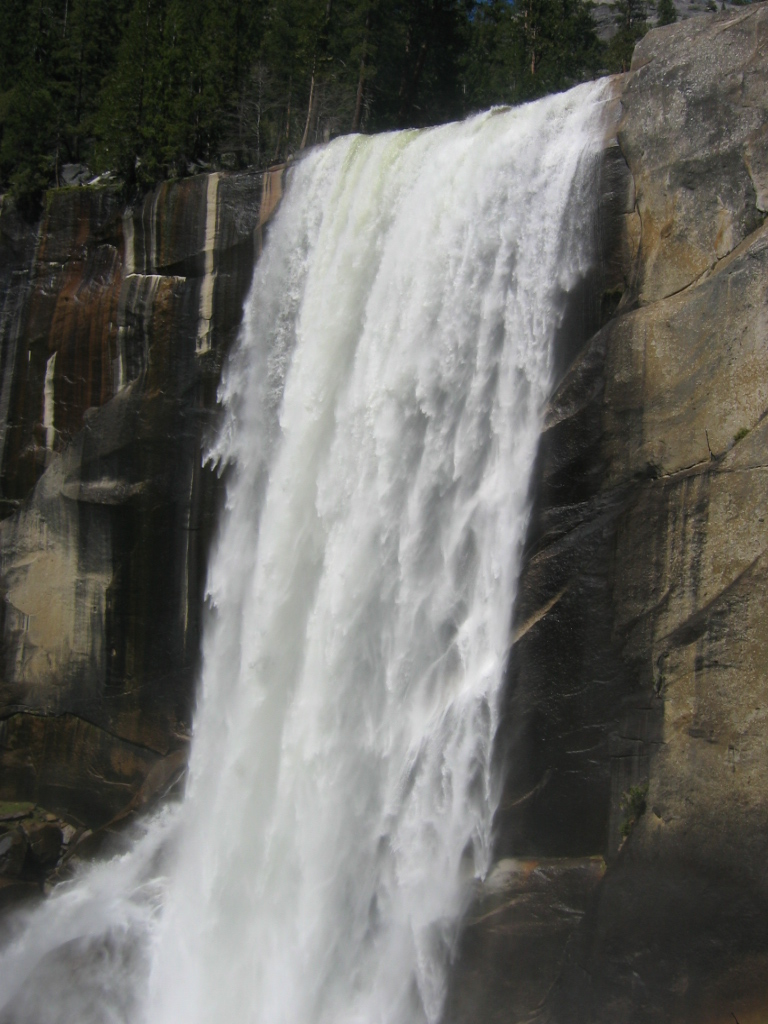
Водоспад Вернал
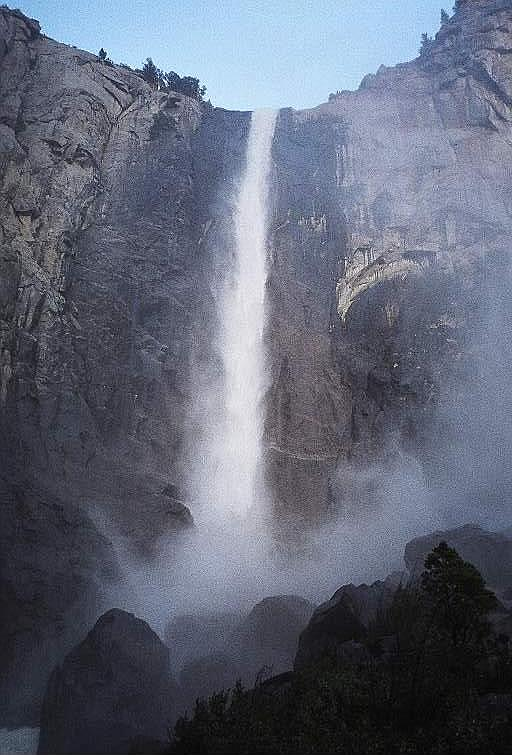
Водоспад Брідалвейл
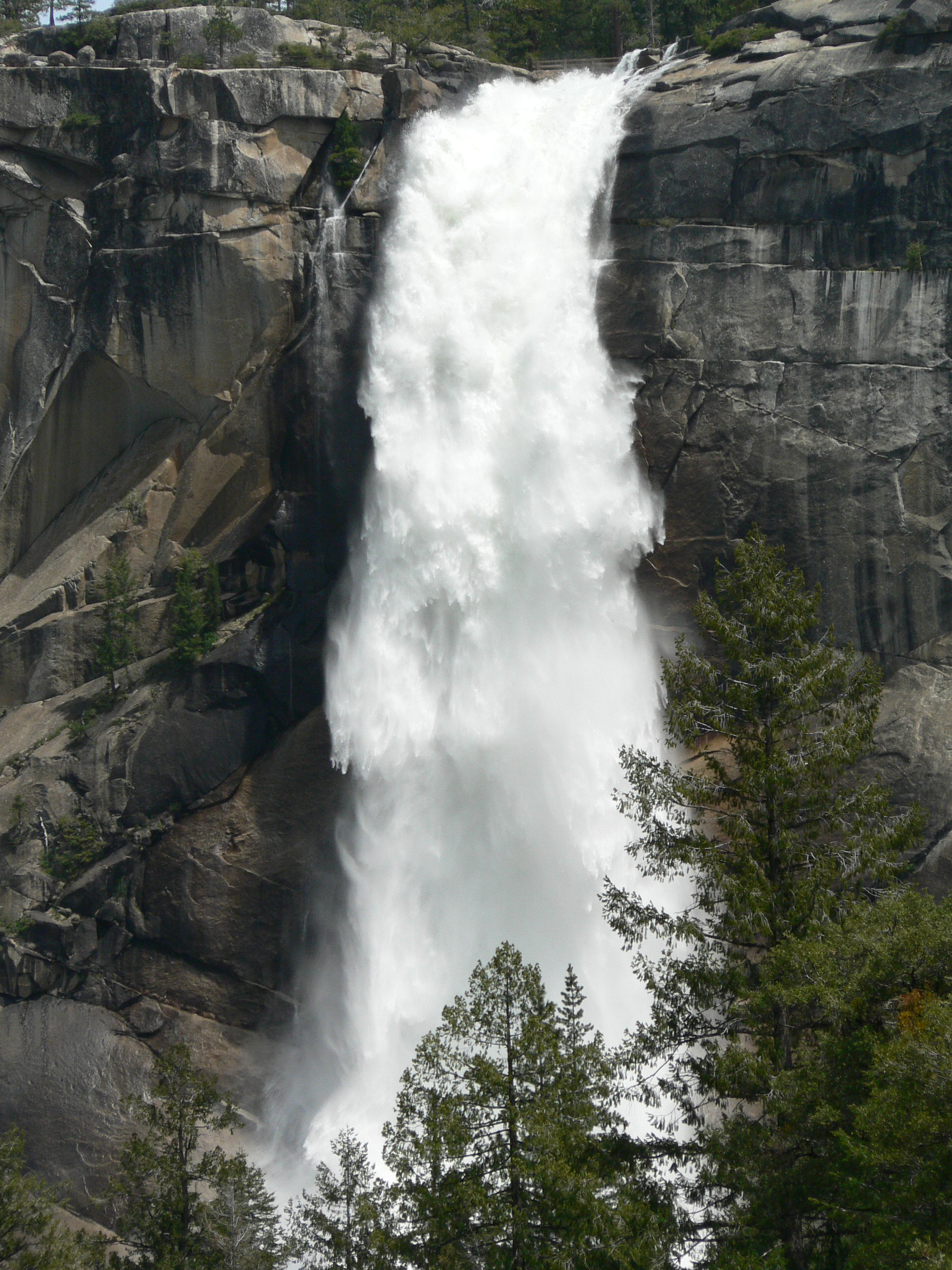
Водоспад Невада

### Клімат
На території парку клімат середземноморський, тобто велика частина середньорічних опадів припадає на м'яку зиму, в іншу пору року клімат сухий (на спекотне літо випадає менш як 3% опадів у рік). Через орографічне підняття кількість опадів збільшується знизу вгору до приблизно 2 400 м, а вище різко зменшується. Таким чином, кількість опадів варіює від 915 мм на висоті 1 200 м над рівнем моря до 1 200 мм на висоті 2 600 м. Вгорі сніжний покрив утворюється в листопаді і тримається до кінця березня — початку квітня.
Температура знижується зі збільшенням висоти. Украй важливим чинником температурного режиму є те, що парк Йосеміті розташований всього за 160 км від Тихого океану. Антициклони, що утворюються в літній час на узбережжі Каліфорнії, посилають прохолодні повітряні маси убік Сьєрра-Невади, і внаслідок приносять в парк чисте сухе повітря.

Середня денна температура в районі лугів Тоулумні на висоті 2 600 м коливається в межах від −3,9 до 11,5 °C. На в'їзді в парк Вавона (англ. Wawona), на висоті 1 887 м, температура тримається в проміжку від 2,2 до 19,4 °C. На нижчих висотах повітря прогрівається більше, середня денна максимальна температура на дні долини (висота 1209 м) варіює від 7,8 до 32,2 °C. На висоті вище 2 440 м високі і сухі літні температури стримуються завдяки частим грозам, хоча лежкий сніг може протриматися і до липня. Унаслідок сухого вегетаційного періоду, відносно низької середньої вологості і сильних гроз, на території парку часто трапляються пожежі.

## Історія

### Відкриття

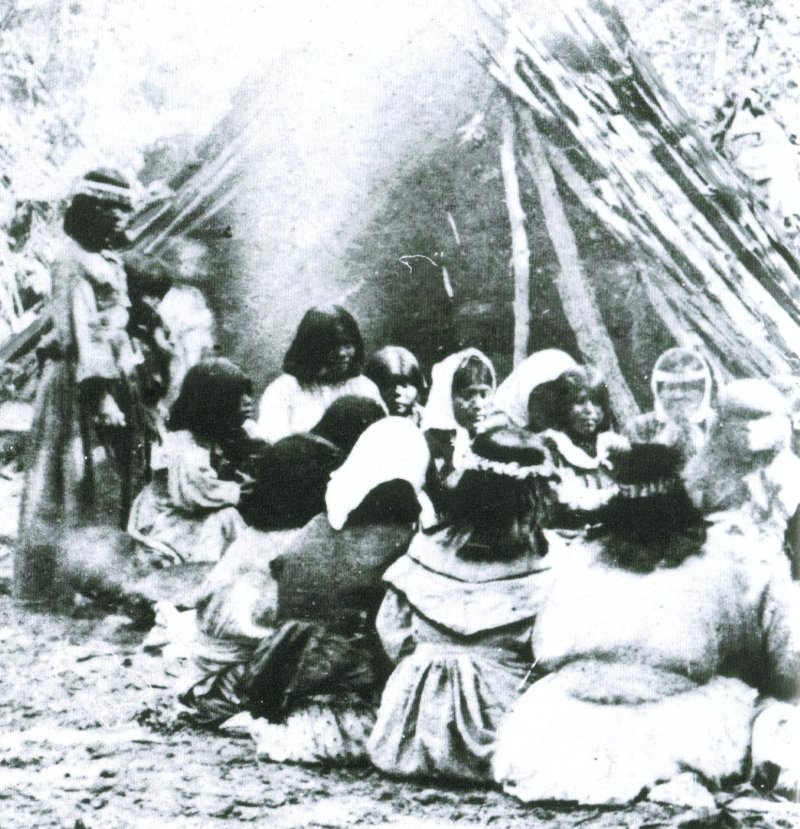
Церемонія племені Пайут. 1872 рік

Досі серед істориків ведуться дебати щодо того, хто першим з європейців побачив долину Йосеміті. Восени 1833 року Джозеф Реддефорд Вокер (англ. Joseph Reddeford Walker), можливо, першим досяг долини — в своїх подальших записах він розповів, що очолював групу мисливців, яка перетинала Сьєрра-Неваду і впритул підійшла до краю долини, яка йшла вниз «більш ніж на милю». Його загін також першим побачив гаї секвоядендронів Тоулумні, ставши таким чином першими немісцевими жителями, які побачили ці гігантські дерева.
Частина території Сьєрра-Невади, де розташований парк, довгий час вважалася межею поселень європейців, торговців, мисливців і мандрівників. Проте цей статус змінився в 1848 році з відкриттям родовищ золота у підніжжях гір на заході. Почалась каліфорнійська золота лихоманка і торгова активність на цій території різко збільшилася. Приїжджі почали знищувати природні ресурси, за рахунок яких жили індіанські племена. Першою достовірно відомою білою людиною, що побачила долину, слід вважати Вільяма Ебрамса (William P. Abrams), який 18 жовтня 1849 року з своїм загоном акуратно описав деякі орієнтири долини, проте точно не відомо, чи вступав він або хтось з його загону на цю землю. Проте не викликає сумнівів, що у 1850 році Джозеф Скрич (Joseph Screech) дійсно спустився в долину Гетч-Гетчі і, більш того, оселився у ній.

Перше систематичне дослідження території парку Йосеміті було виконане в 1855 році групою Алексея В. Вон Шмидта (Allexey W. Von Schmidt) в рамках державної програми дослідження земель «Public Land Survey System».

### Війни Маріпоса
До того, як на цій території з'явилися перші європейці, тут жили індіанські племена Сьєрра-Мівок (англ. Sierra Miwok) і Пайут (Paiute). Індіанці цих племен, що мешкали у долині Йосеміті до приходу сюди перших поселенців, називали себе Аванічі́ (Ahwahneechee).
Внаслідок різкого збільшення потоку іммігрантів за часів золотої лихоманки стали виникати збройні конфлікти з місцевими племенами. Щоб покласти край постійним сутичкам, в 1851 році в долину був направлені урядові війська — батальйон Маріпоса під командуванням майора Джеймса Саваджа (James Savage) з метою переслідування близько 200 індіанців Аванечі на чолі з їх вождем Теная (Tenaya). До загону був зокрема прикріплений лікар Лафайетт Буннелл (Lafayette Bunnell), який згодом барвисто описав свої враження від побаченого в книзі «Відкриття Йосеміті» (The Discovery of the Yosemite). Буннеллу також приписують авторство назви долини, яку він дав після розмови з вождем Теная.
Буннелл написав в своїй книзі, що Теная був засновником колонії Пай-ют (Pai-Ute) племені А-ва-ні (Ah-wah-ne). Індіанці сусіднього племені Сьєрра-мівок (як і більшість білих жителів, що оселилися тут) описували індіанців Аванечі як войовниче плем'я, з яким у них були постійні територіальні суперечки, і їх назва цього племені «yohhe'meti» буквально означала «вони вбивці». Кореспонденція і замітки, написані вояками батальйону, сприяли популяризації долини і території навколо неї.
Теная і залишки Аванечі були узяті в полон, а їхні поселення спалені. Плем'я насильно перевели в резервацію біля міста Фресно в Каліфорнії. Деяким згодом було дозволено повернутися в долину, але після нападу на вісьмох золотошукачів в 1852 році вони втекли до сусіднього племені Моно. За крадіжку коней індіанці Моно вбили більшість індіанців Аванечі.

### Період раннього туризму

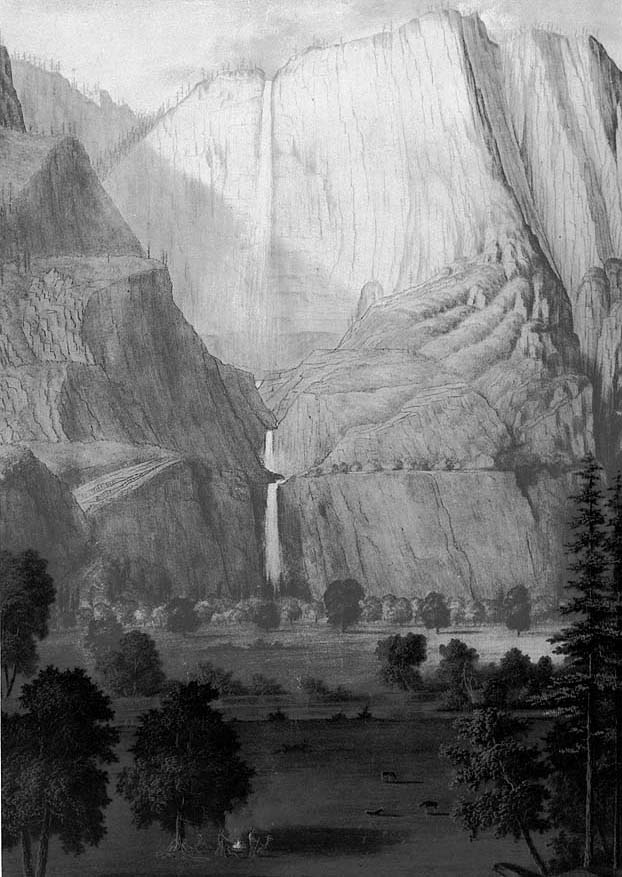
Томас Айрес, «Високі водоспади» (1855).

Підприємець Джеймс Гачингс (James Mason Hutchings), художник Томас Айрес (Thomas Ayres) і ще двоє мандрівників стали першими туристами долини, приїхавши сюди в 1855 році. Гачингс випустив буклети і книги, що описували цю екскурсію, а малюнки Айреса стали першими доброякісними зображеннями місцевих визначних пам'яток. Фотограф Чарльз Від (Charles Leander Weed) зробив свої перші фотографії долини в 1859 році, а незабаром долину відвідав й знаменитий американський фотограф Ансель Адамс.
На південному заході парку знаходиться старий індіанський табір Вавона (Wawona), в якому нині постійно проживають близько 160 осіб. У районі цього табору в 1857 році місцевий житель Гален Кларк (Galen Clark) відкрив гаї дерев секвоядендрон. На місці табору були побудовані тимчасові житла і прокладені дороги. У 1879 році для обслуговування туристів, що прибували до парку, відкрився готель Вавона. Із дальшим зростанням туризму з'явилися нові готелі і туристичні стежки.

### Йосемітський Грант

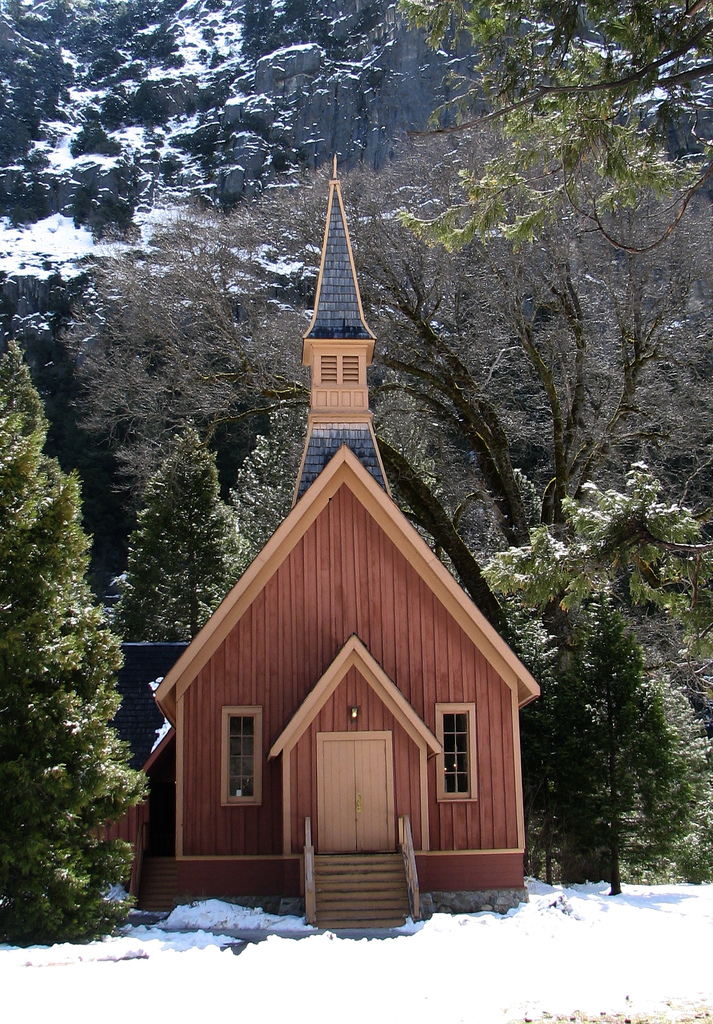
Каплиця (1879 рік) в долині Йосеміті

Декілька визначних людей, серед них Гален Кларк і сенатор Джон Коннесс (John Conness), зацікавилися комерційним успіхом туристичного бізнесу і виступили з ідеєю створення суспільного парку на території долини. 30 червня 1864 року президент США Авраам Лінкольн підписав схвалений Конгресом документ, названий Йосемітським Грантом. Долина Йосеміті та гай Маріпоса були передані Каліфорнії, їм був наданий статус державного парку, а через два роки була призначено правління спеціальних уповноважених. Надання гранту вважається значним кроком в історії США, оскільки він був зроблений до утворення Єллоустоунського національного парку, що офіційно є першим у світі національним парком. На уніформі працівників парку можна побачити зображення секвоядендрона, що свідчить про велике значення цих дерев в заснуванні парку.
Гален Кларк був призначений комісією головним наглядачем парку, але ні він, ні сама комісія не мали повноважень виселити місцевих жителів, у тому числі і Гачинґса. Проблема вирішилась у 1875 році, коли місцеві землеволодіння були позбавлені законної сили. У 1880 році Кларк і правління спеціальних уповноважених були відправлені до відставки, а Гачингс став новим наглядачем парку.
У перші ж роки доступ відвідувачів в парк був значно полегшений, а умови перебування в нім стали гостиннішими. Після спорудження Першої Трансконтинентальної залізниці в 1869 році приплив відвідувачів в парк почав помітно збільшуватися, але довга подорож верхи на конях для безпосереднього в'їзду на територію парку була стримувальним чинником. В середині 1870-х років були прокладені три дороги для диліжансів, що сприяло росту відвідувачів долини.
Натураліст Джон М'юр (John Muir) написав ряд статей з метою привернення уваги до цієї території і просування наукового інтересу до неї. М'юр був одним їх перших, хто припустив, що основні ландшафти парку створені за допомогою величезних льодовиків, при цьому протистояв таким авторитетним ученим, як Джошиа Вітні (Josiah Dwight Whitney), який вважав М'юра аматором.

### Подальші зусилля з охорони парку

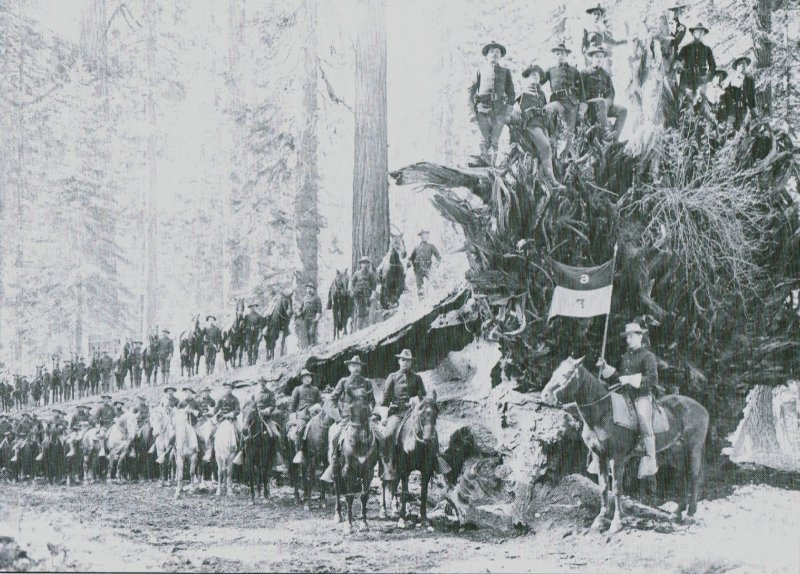
«Упалий монарх» та солдати Четвертого кавалерійського полку

Надмірний випас худоби на пасовищах (в основному овець), вирубування секвоядендронів та інша діяльність, що завдавала збитків природі, змусили Джона М'юра виступити з ідеєю посилення умов охорони цієї території. М'юр переконував впливових відвідувачів у потребі поставити парк під федеральний захист. Одним з таких відвідувачів став видавець журналу «Сенчурі Мегезін» Роберт Джонсон (Robert Underwood Johnson). За допомогою Джонсона М'юр зумів провести акт Конгресу, який 1 жовтня 1890 року дав парку статус національного. Попри це, штат Каліфорнія зберіг контроль над долиною і гаєм. М'юр також переконав місцевих урядовців припинити використання альпійських лугів як пасовиськ.
19 травня 1891 року парк перейшов під охорону Четвертого кавалерійського полку (Fourth Cavalry Regiment) армії США, який влаштував свою базу в Вавовні. До кінця 1890-х років випас худоби перестав бути проблемою, і армія зайнялася поліпшенням території. М'юр і створений ним Клуб Сьєрра і далі переконували уряд США і впливових людей створити об'єднаний національний парк Йосеміті. У травні 1903 року парк відвідав президент США Теодор Рузвельт і провів в ньому три дні, зупинившись разом з М'юром біля Льодовикової точки. Наслідком цієї зустрічі стало підписання в 1906 році Рузвельтом указу, за яким контроль над парком переходив до федерального уряду.

### XX століття

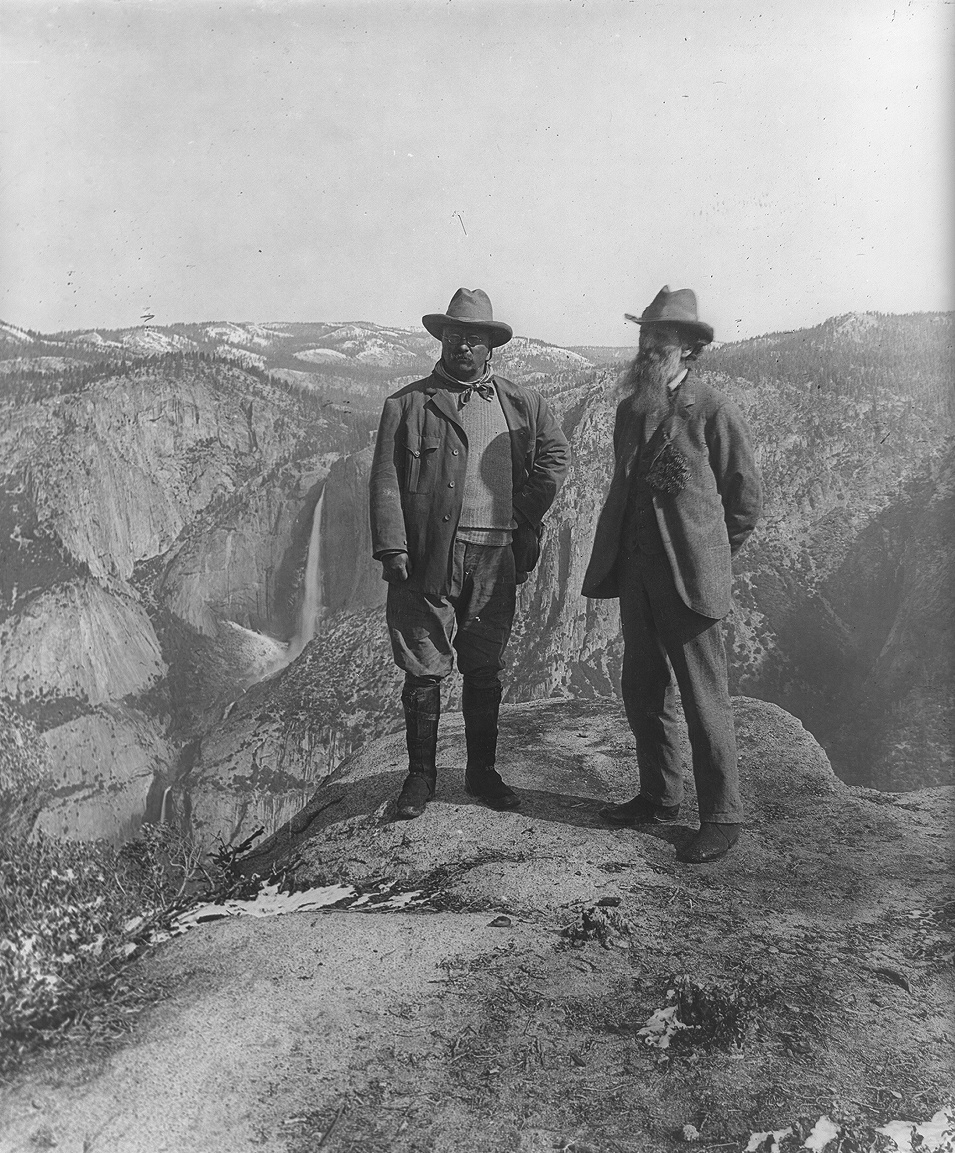
Президент Теодор Рузвельт (ліворуч) і Джон М'юр (праворуч) в Йосеміті (1903)

У 1916 році була сформована Національна паркова служба, що була повинна слідкувати за парком. Були побудовані дороги (зокрема дорога Тьога), мисливські будиночки і кемпінги уздовж озер. З розвитком автомобільного руху до парку були прокладені швидкісні магістралі. У 1920-х роках засновано Йосемітський музей. На північ від долини Йосеміті на території парку розташована ще одна долина Гетч-Гетчі, яку вирішили використовувати для стоку води і створення там водосховища і гідроелектростанції для подачі води до Сан-Франциско. Це рішення викликало гарячі суперечки серед прихильників і супротивників проєкту, але проєкт все ж таки був схвалив Конгрес 1913 року.
У відповідь на це захисники природи переконали Конгрес визнати 2 742 км², або 89% всього парку, заповідною природною територією з найвищим ступенем захисту. В результаті були введені обмеження на відвідування великої території парку. Проблемою також стали дорожні затори в літній час, і нещодавно було запропоновано пропускати автомобілі влітку тільки для відпочивальників із зарезервованим готелем або кемпінгом. Такий підхід примусив би відвідувачів використовувати автобус, велосипед або йти пішки 11 км.

### XXI століття
У 2016 році Фонд громадських земель придбав Луг Акерсон, територію площею 400 акрів на західній околиці Йосемітського національного парку, за 2,3 мільйона доларів, щоб зберегти середовище існування та захистити територію від забудови. Луг Акерсон спочатку був включений до запропонованих меж парку 1890 року, але ніколи не був придбаний федеральним урядом. Придбання та дарування лугу стало можливим завдяки спільним зусиллям Фонду громадських земель, Служби національних парків та Йосемітського заповідника. 7 вересня 2016 року Служба національних парків прийняла пожертвування землі, зробивши луг найбільшим доповненням до Йосеміті з 1949 року.

## Геологія
Геологічна будова території національного парку «Йосеміті» характеризується наявністю гранітних і залишками ще давніших кам'яних порід. Близько 10 млн років тому гори Сьєрра-Невади піднялися і нахилилися таким чином, що західний схил став пологішим, а східний, обернений у бік материка, більш обривистим. Підйом збільшив крутість водних потоків і річища, внаслідок утворивши глибокі і вузькі каньйони. Близько 1 млн років тому сніг і лід, що накопичувалися на вершинах, утворили в районах сучасних субальпійського і альпійського поясів льодовики, таким чином опустивши долини річок вниз по схилу. У перший льодовиковий період товщина льоду в льодовиках становила до 1 200 м. Подальше сповзання льодовикових мас утворило U-подібну долину, яка в наш час[коли?] і привертає масу туристів, що полюють за красивими пейзажами.

### Тектонічна і вулканічна активність
У часи докембрію і ранньої палеозойської ери територія парку знаходилася на підводному шельфі материка. На мілководді з континентальних відкладень утворилися осадкові породи, які згодом піддалися метаморфізму.
Наприкінці девонського і пермського геологічного періодів стародавня тектонічна плита Фараллон в зоні субдукції почала занурюватися під Північно-Американську плиту і, внаслідок вулканічної діяльності, утворилася дуга вулканічних островів на захід від північноамериканського узбережжя. Пізніше, в часи юрського періоду вулканічна активність інтрудувала (змішала) і покрила породи магмою, що утворилися, що стало початком утворення батоліту Сьєрра-Невади. Кінець кінцем 95% утворених порід було знесено в результаті ерозії поверхні.
Перша стадія регіонального плутонізму почалася приблизно 210 млн років тому в кінці тріасового періоду і продовжувалася під час юрського періоду 150 млн років тому. В цей час так звана «Неваданська орогенія» (орогенія — горотворення, процес деформації земної кори, що звичайно відбувається в геосинклінальних областях і приводить до утворення складчастих гірських структур) підвела земну поверхню і внаслідок з'явилася гірська система Невадан з висотою до 4500 м над рівнем моря, що стала прабатьком сучасної Сьєрра-Невади. У цей період на глибину до 10 км були утворені гори, що переважно складаються з граніту. Друга стадія горотворення відбулася в період від 120 до 80 млн років тому в час крейдяного періоду і отримала назву «Севьер орогенія» (англ. Sevier orogeny).
У час кайнозою в період 20—5 млн років тому в Каскадних горах відбулися ряд вивержень вулканів (нині погаслих), внаслідок чого територія на північ від парку Йосеміті була покрита великою кількістю магматичних порід. Вулканічна активність продовжувалася і останні 5 млн років на схід від меж парка в районах озера Моно (Mono Lake) і кальдери долини Лонг (Long Valley Caldera).

### Піднесення і ерозія
Починаючи з 10 млн років тому вертикальний рух земних мас уздовж геологічного розлому Сьєрра почав підіймати гори Сьєрра-Невади. Подальший нахил гірського хребта на захід виявився в збільшенні градієнта водних потоків, що стікають по західних схилах хребта. Річки в західному напрямі стали текти швидше і, відповідно, з більшою швидкістю вирізувати долини і каньйони. Гори ще підвелися після розвитку великих розломів на сході і утворення долини Оуенс. Приблизно 2 млн років тому під час епохи плейстоцена підняття Сьєрра-Невади знову прискорилося.
Внаслідок підняття гір гранітні породи зазнавали щораз більшого стискання, і в них почалися процеси вторинної тріщинуватісті і десквамації, відділення шарів, що виразилося в округлій формі багатьох куполів парку, а також почалися численні зсуви з подальшими численними тріщинами в застиглих інтрузіях. Пізніші льодовики прискорили цей процес і створили осипи і льодовикові відкладення на дні долин.
За кількістю і характером вертикальних площин окремості можна визначити де і як відбувалася ерозія. Більшість довгих, лінійних і глибоких тріщин направлені на північний схід або північний захід і є паралельними, часто розташованими з рівним інтервалом, лініями. Вони утворилися від тиску підняття і ерозії порід, які лежали зверху.

### Дія льодовиків
У період між 2 і 3 млн років тому процес утворення льодовиків продовжив зміну природного ландшафту парку. На території Сьєрра-Невади утворилися принаймні чотири великі льодовики: Шервін (Sherwin), Тахо (Tahoe), Теная (Tenaya) і Тіоґа (Tioga). Найбільшим був Шервін, він займав площу парку Йосеміті та навколишніх долин. Саме в результаті дії цього льодовика з'явилися сучасні контури долини Йосеміті та найближчих каньйонів.
Льодовики опускалися вниз до 1 200 м над рівнем моря і залишили свої відмітини по всьому парку. Найдовший льодовик парку Йосеміті утворив Великий каньйон річки Тоулумні довжиною 95 км, проходячи по річці Тоулумні через долину Гетч-Гетчі. Льодовик Мерсед вирізав долину Йосеміті. Льодовик Лі Вінінг (Lee Vining Glacier) утворив каньйон Лі Вінінг і озеро Рассел (Lake Russel). Льодовики були відсутні тільки на найвищих вершинах — горах Дана і Коннесс. Танучі льодовики дуже часто залишали після себе морени, які заповнили озера, наприклад Йосемітське озеро (мілководне озеро, яке періодично затоплює дно долини Йосеміті).

## Флора і фауна

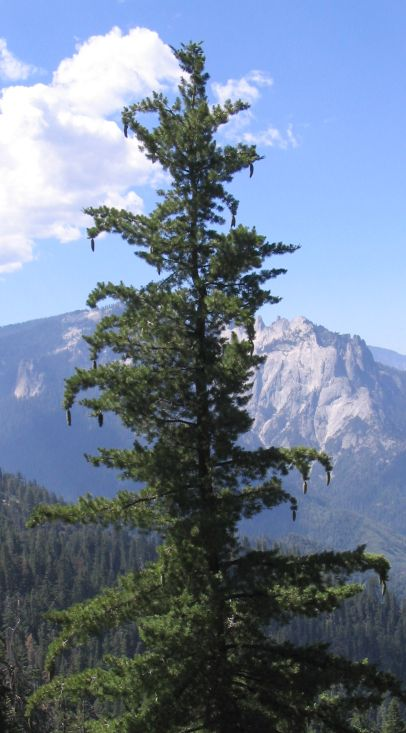
Сосна Ламберта

### Флора
Рослинність парку має ярусну структуру і залежить від висоти та відкритості ділянки. Місцевість загалом піднімається з заходу на схід, де висота досягає 3 000 м над рівнем моря. Уздовж західної межі парку домінують змішані ліси, в яких ростуть як хвойні дерева (сосна жовта, сосна Ламберта, калоцедрус, ялиця одноколірна, псевдотсуга), так і деякі широколистяні види (кизил тихоокеанський, дуб чорний, вільха біла, верба, тополя бальзамічна, умбелюларія каліфорнійська тощо). Також тут зустрічається невелика кількість секвоядендронів — найбільших дерев Сьєрра-Невади.
У субальпійському якусі вже повністю домінують хвойні ліси. Серед них зустрічаються ялиця прекрасна, сосна скручена широкохвойна, сосна гірська веймутова, сосна Бальфура, сосна Жеффрея.
На висотах вище 2 500 м (у альпійському поясі) клімат стає суворим, а вегетаційний період коротким. Дерева стають нижчими і рідкіснішими, групами, розділеними гранітними скелями. Серед них ростуть сосна сосна скручена широкохвойна, сосна білокора і тсуга гірська — вони утворюють верхній рівень деревної рослинності. Поступово лісова рослинність зміняється альпійськіми луками.
У парку існує значна кількість луків і на нижчих висотах, загалом у вологих затоплюваних долинах річок. Тут спостерігається різноманіття лучної рослинності: бузок, борщевик велетенський, люпин, золотарник, ірис, деревій звичайний, азалія та ваточник. Такі рослини як калохортус та фіалка лісова частіше ростуть у тіні лісів.

Флора парку Йосеміті
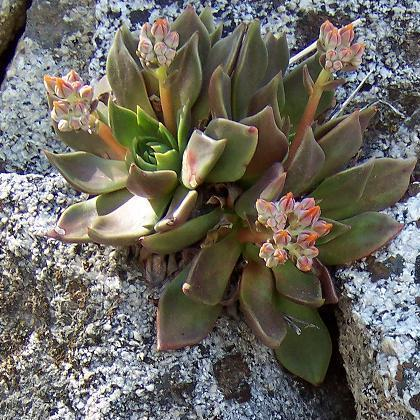
Dudleya cymosa в каньйоні Теная
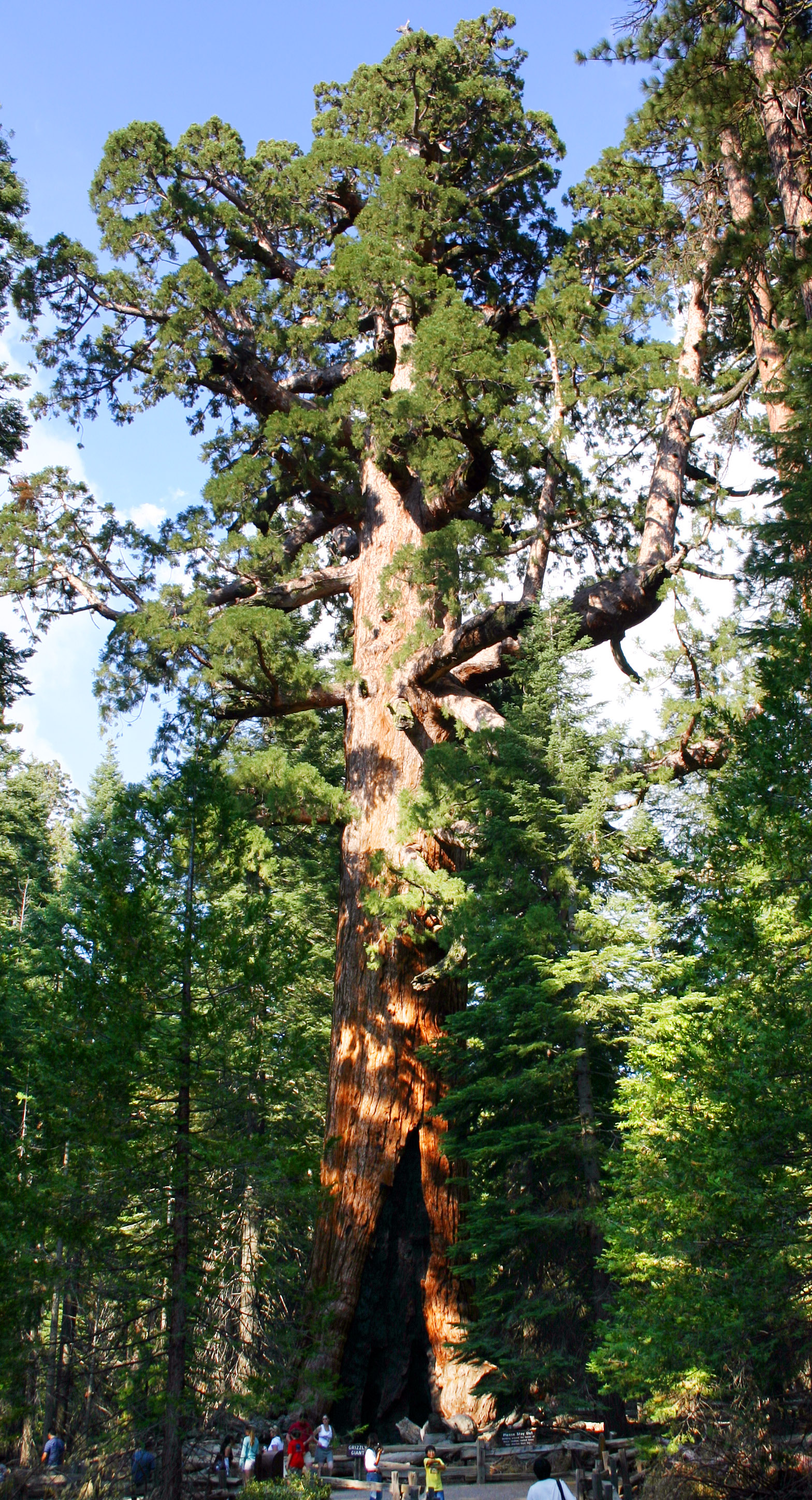
Секвоядендрон в гаю Маріпоса
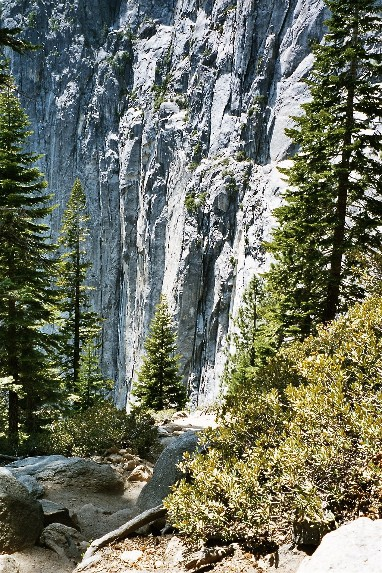
Ялиці, біля водоспадів Йосеміті
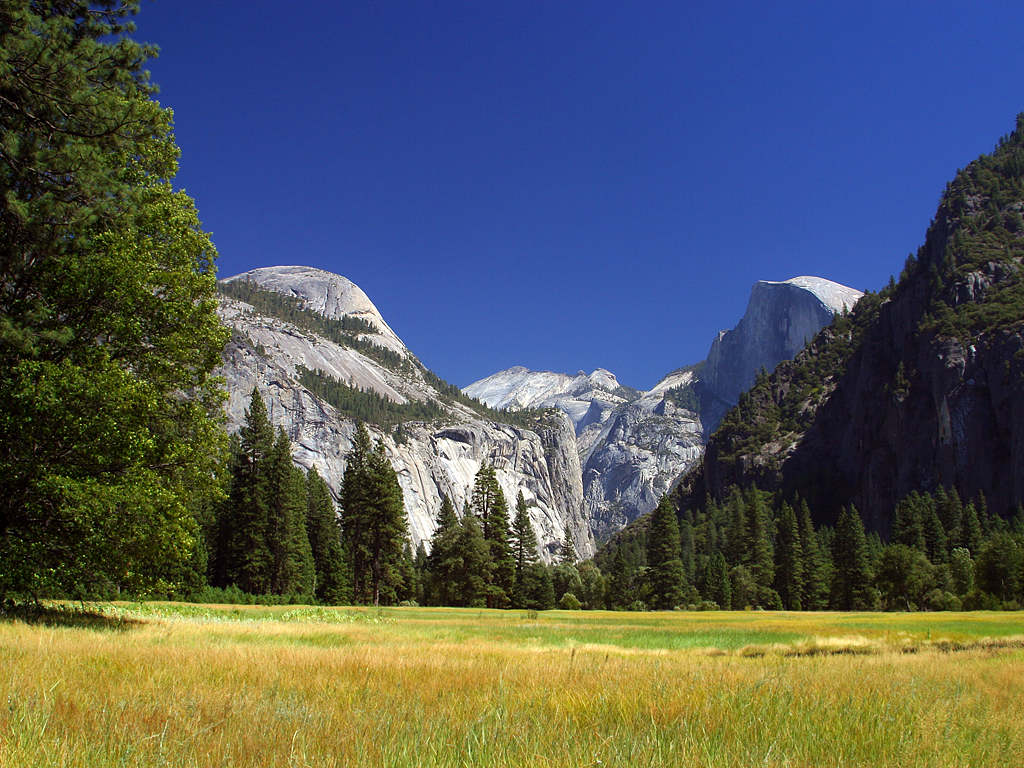
Луки в долині Йосеміті

### Фауна
Парк Йосеміті містить багате число біотопів, від чапареля у передгір'ях (на заході) до альпійських луків на найбільших висотах. У парку нараховується близько 250 видів хребетних, включаючи риб, земноводних, птахів та ссавців. Велика біологічна різноманітність в порівнянні з іншими навколишніми регіонами пояснюється також ефективним збереженням природи парку, де людська активність зведена до мінімуму.

#### Ссавці

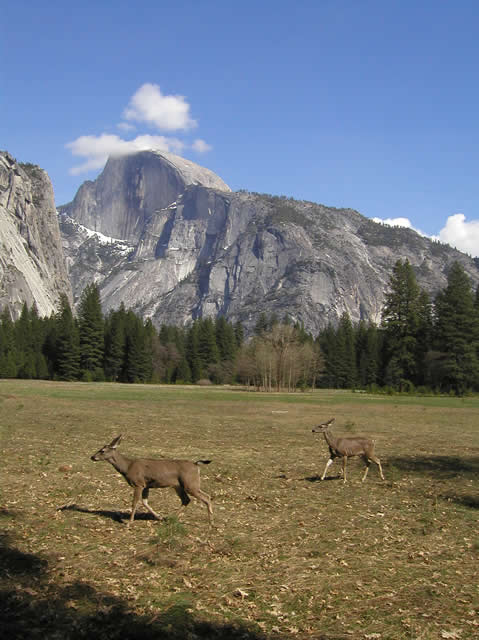
Олені в долині Йоссеміті

У Йосеміті мешкають близько 80 видів ссавців. Віргінський опосум є єдиною сумчастою твариною, що живе у парку. Він колонізував Каліфонію на початку 20-го століття. Тут мешкають сім видів землерийок, з яких один ендемічний (Землерийка гори Лаєлл) і 17 видів кажанів. Два види (Eumops perotis та Euderma maculatum) використовують системи ехолокації, які може почути людина.
Руда рись, койот, пума і сіра лисиця є головними хижаками парку. Звичайно вони полюють на невеликих ссавців, таких як кролики та зайці. Інколи вони нападають і на оленей, які часто пасуться на луках.
Ряд гризунів представлений 39 різними видами: нориці, бурундуки, вивірки і гофери — найбільш поширені. Аплодонтія звичайно мешкає біля водойм, тоді як ракун відрізняється нічним способом життя. У парку мешкає багато хутрових тварин, як-от американська куниця, ілька і котофредка.
Багато ссавців живуть і навіть на великих висотах: наприклад, кажанів можна знайти на висоті до 3 000 м. Жовтобрюхий бабак і американський підкоришник адаптувалися до гірських умов за допомогою довгої сплячки. Товстороги мешкають на періферії парку, куди майже ніколи не доходять туристи. Товсторіг Сьєрра-Невади знаходиться під найбільшою загрозою — зараз залишилося лише 300 тварин у всьому гірському пасмі. Росомаха також дуже рідкісна і її важко побачити в парку.
І нарешті, ведмідь барибал, або «чорний ведмідь», є символічною твариною парку Йосеміті. Незважаючи на свою назву, його хутро має скоріше темно-бурий колір; чорні ведмеді менші за бурих, які повністю зникли із гір Сьєрра-Невада на початку 20-го століття, перш за все через те, що вони становили загрозу для домашньої худоби та навіть людини. Разом з тим чорні ведмеді збереглися через те, що їх м'якіший характер дозволив ним уникнути полювання. Нещодавні дослідження показали, що число чорних ведмедів у парку становить від 300 до 500 індивідуумів. За даними рейнджерів, біля десятка мешкають навіть в долині Йосеміті, яку постійно відвідує велика кількість туристів.

Ссавці парку Йосеміті
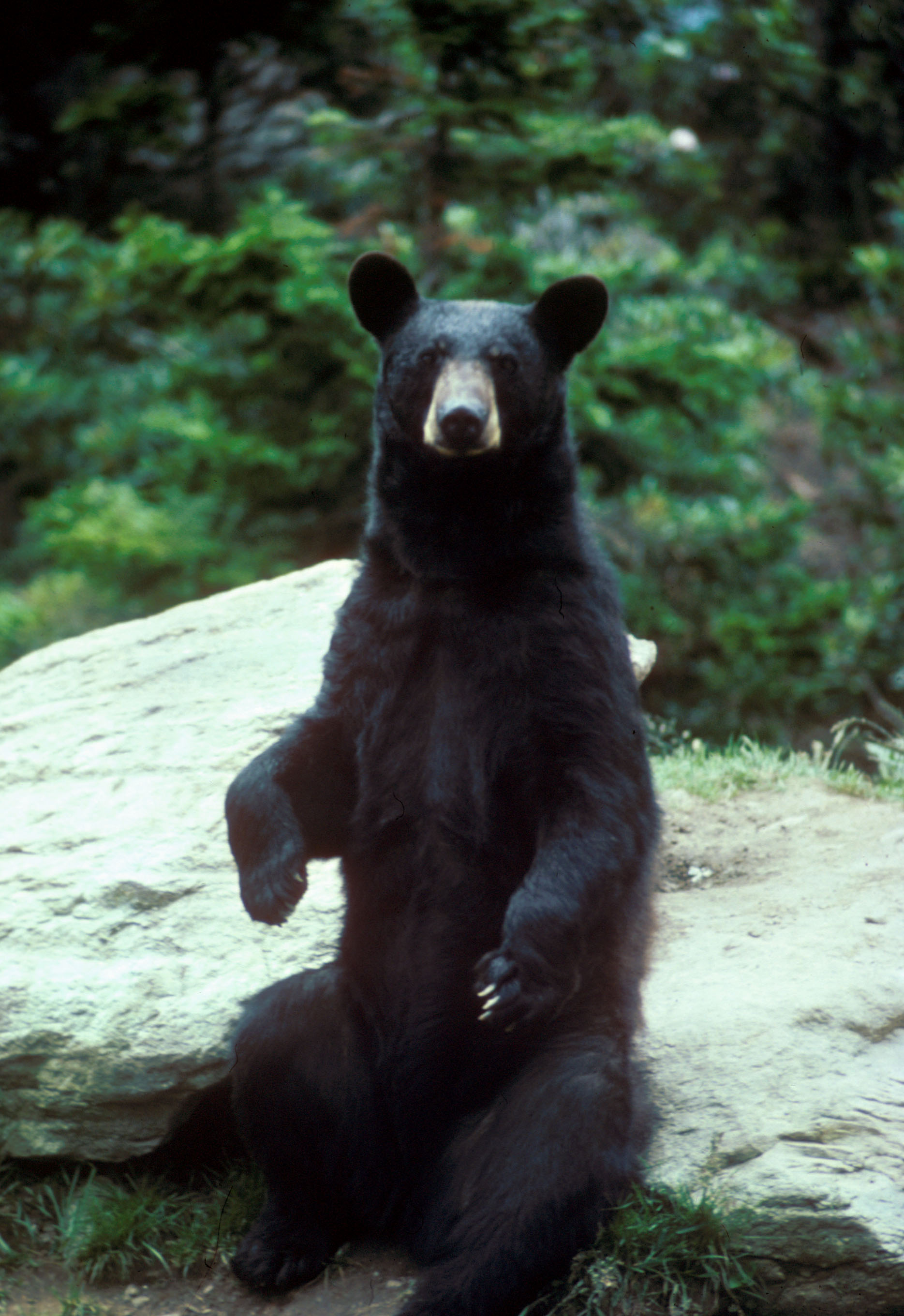
Ведмідь барибал
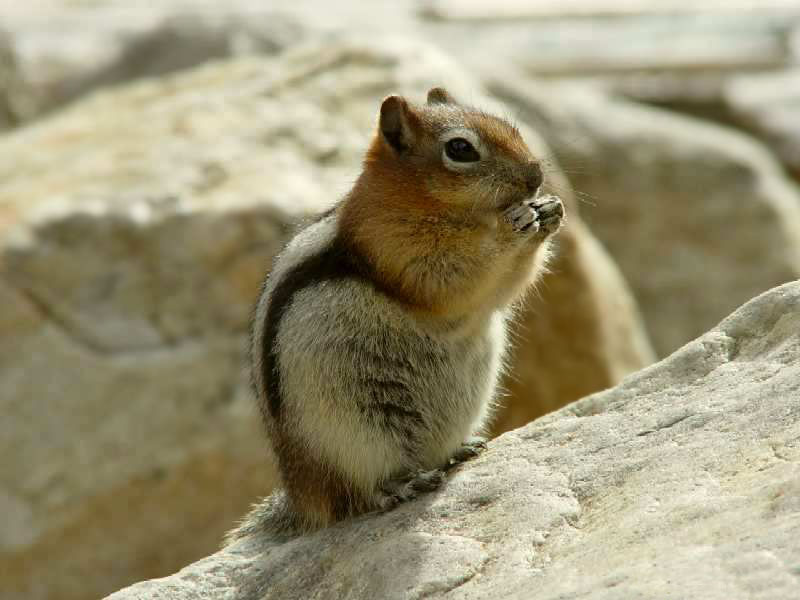
Ховрах золотистий
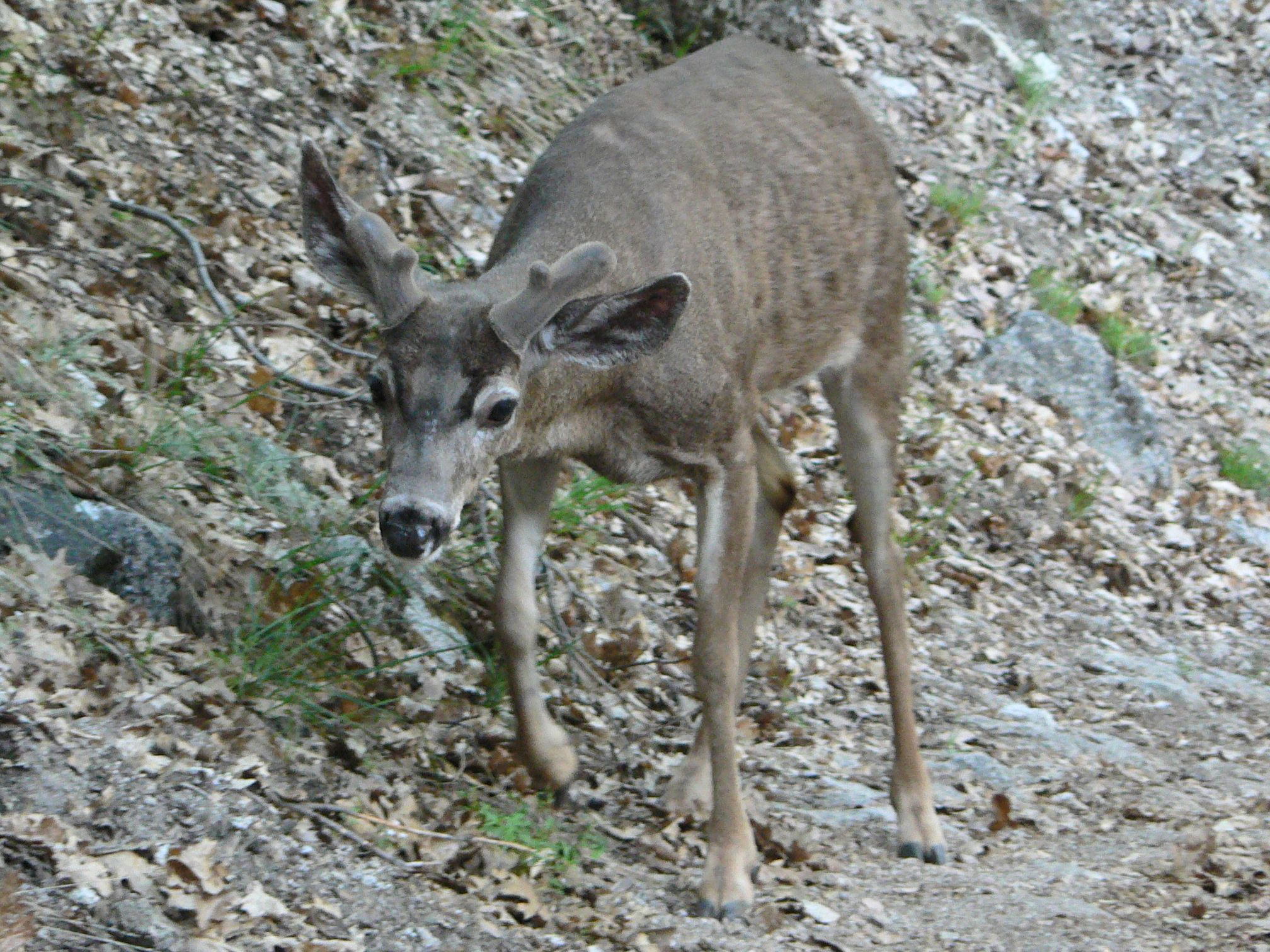
Олень чорнохвостий
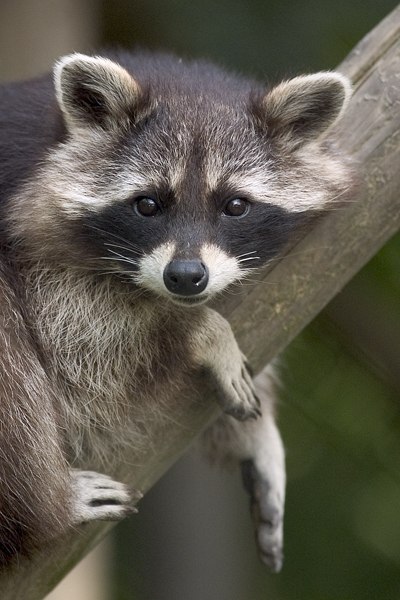
Ракун звичайний

#### Птахи
Пташиний світ парку також дуже багатий, 135 видів мешкають тут постійно, і ще 60 протягом літа: чорноспинний дятел, чубата блакитна сойка, сови, серпокрильці, американські славки, рибалочки, синиці, повзики, сапсани… Орнітологи відзначили тут рідкісних серпокрильця Вокса, білогорлого серпокрильця, гірську гаїчку та кілька видів тиранових (Empidonax oberholseri і Empidonax hammondii) у своєму природному середовищі.
Жолудевий і малий строкатий дятли, смугастохвостий голуб і пугач Bubo virginianus мешкають у дубових гаях. Трупіали Euphagus cyanocephalus, Agelaius phoeniceus, бородата сова і хатній горобець більше полюбляють вологі луки. Серпокрильці живуть серед гігантських скель. Рибалочка Megaceryle alcyon, американська оляпка і качки селяться біля води. Американський підкоришник, червоногрудий і білогрудий повзики ведуть деревний спосіб життя. Яструб великий і американська горіхівка живуть на альпійських луках на найбільших висотах.

Птахи парку Йосеміті
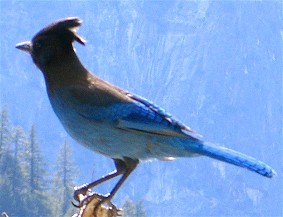
Чубата блакитна сойка
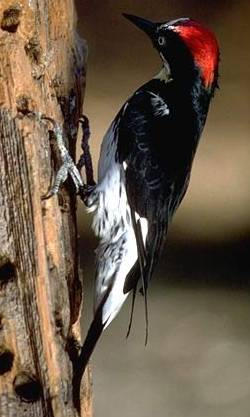
Жолудевий дятел
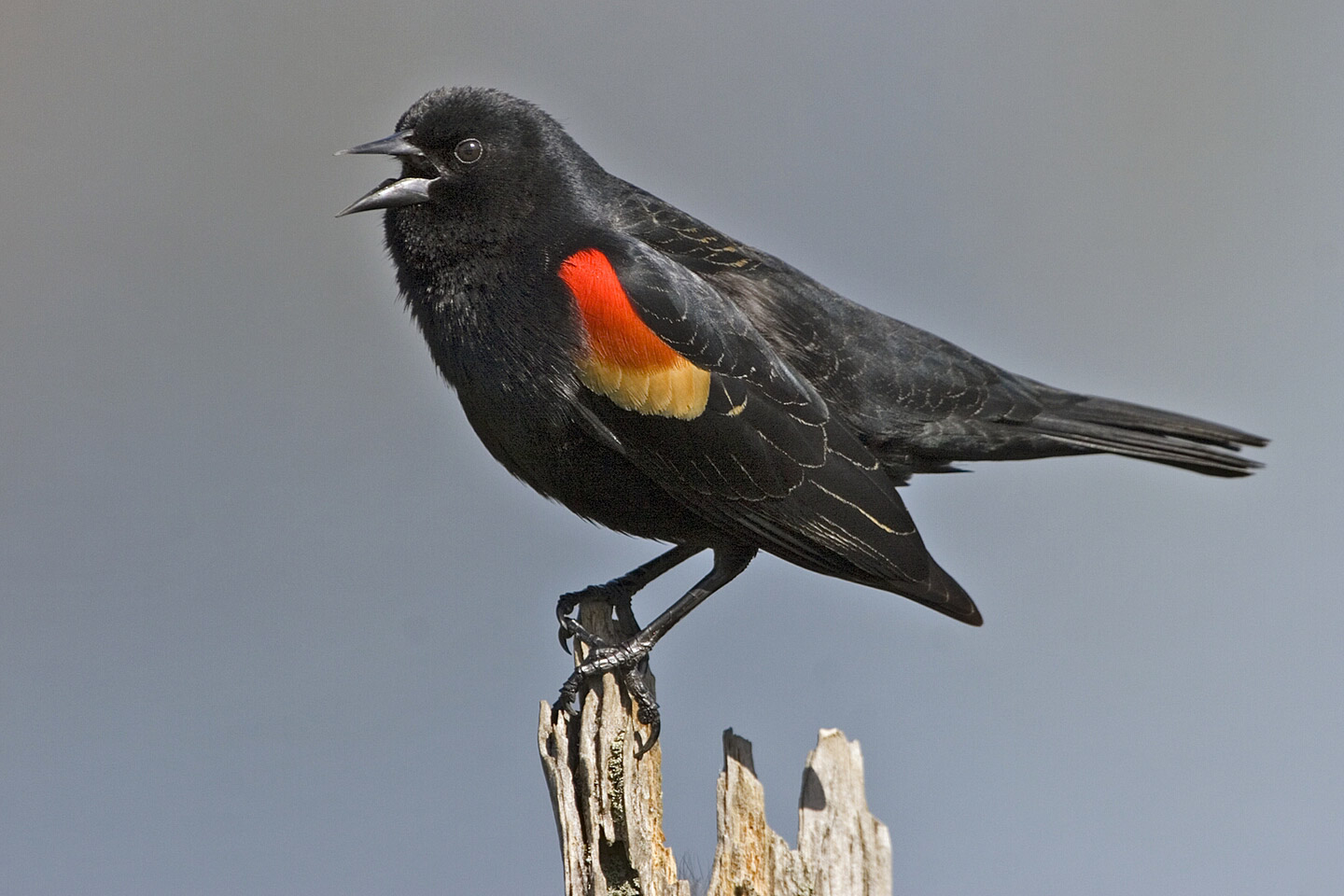
Agelaius phoeniceus
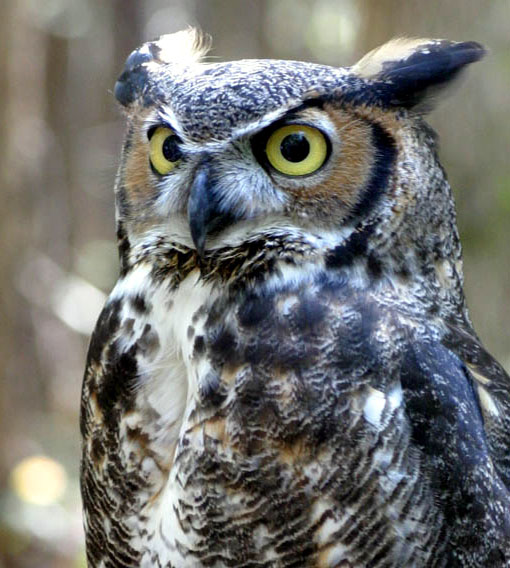
Bubo virginianus

#### Плазуни та земноводні
В межах парку Йосеміті нараховують 12 видів земноводних і 22 види плазунів. Вологі навколишні середовища дають притулок західній американській і йосемітській жабам, остання є ендемічним видом Сьєрра-Невади. Тихоокеанська деревна жаба — найпоширеніший вид жаб у парку, їх можна знайти майже у всіх типах середовищ і на всіх висотах, що зустрічаються у парку. Їх спів можна почути навесні на всіх річках та луках. Велика зелена жаба, найбільший вид жаб Північної Америки, найбільш поширена якраз у долині Йосеміті. Саламандри і тритони більшу частину року проводять ховаючись у землі, під камінням або під стовбурами дерев, щоб уберегтися від літньої спеки та сухої погоди. Західна прісноводна черепаха, дуже рідкісний вид, мешкає у калюжах та біля струмків. Плазуни більше полюбляють сухі та кам'янисті середовища. У парку живуть вісім видів ящірок і 13 видів змій: західна огорожева ящірка, північна крокодилова ящірка, південна крокодилова ящірка і підв'язкова змія є найбільш поширеними видами. Серед усіх видів змій регіону отруйна тільки зелена гримуча змія, вона харчується гризунами.

Плазуни та земноводні парку Йосеміті
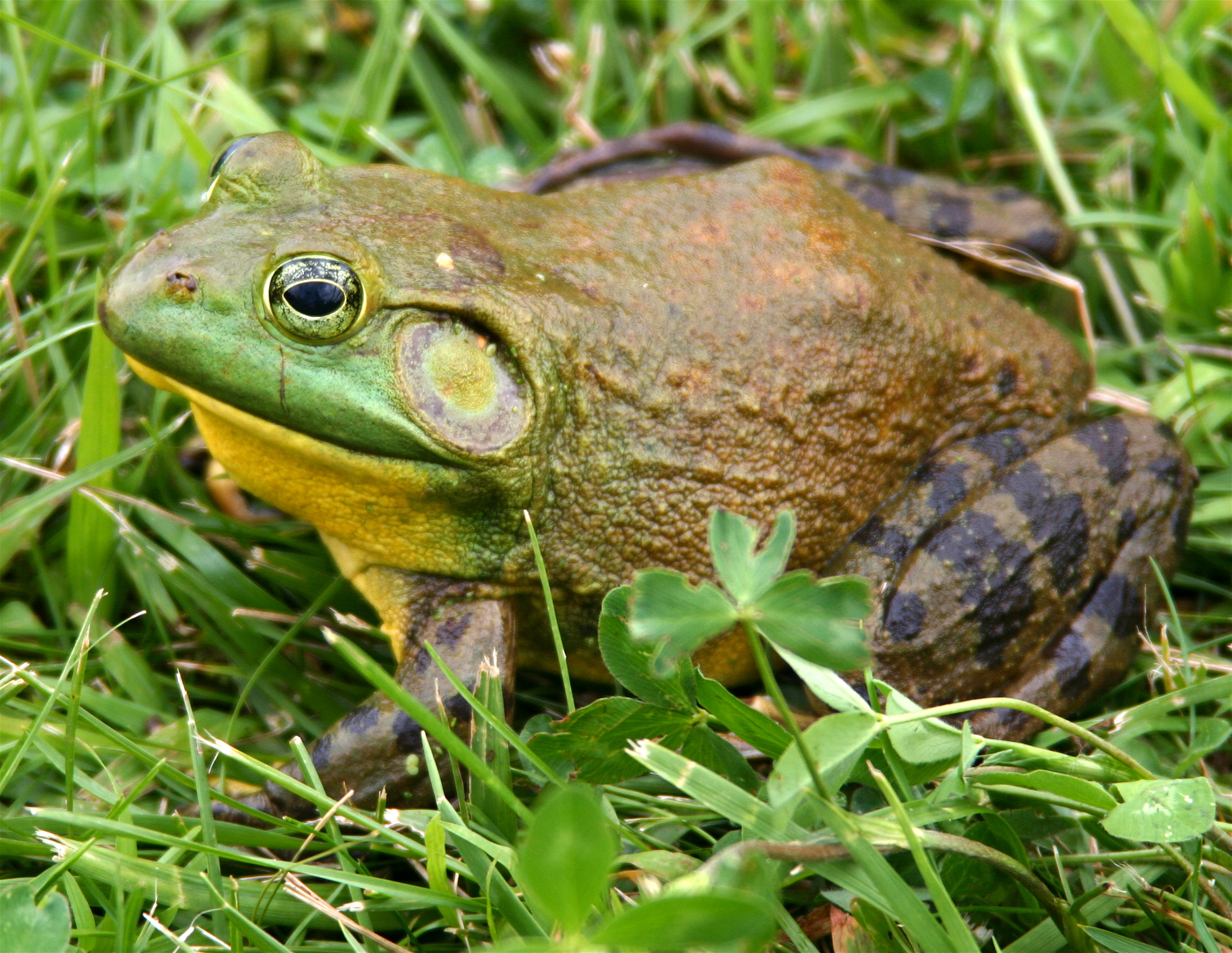
Велика зелена жаба
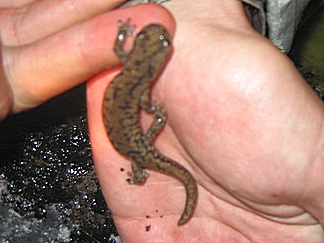
Саламандра гори Лаєлл
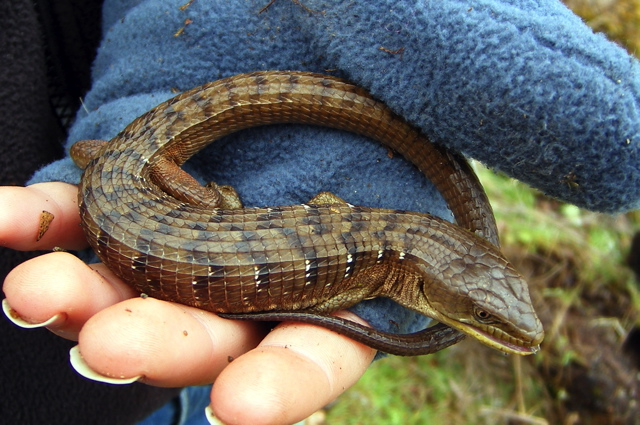
Північна крокодилова ящірка
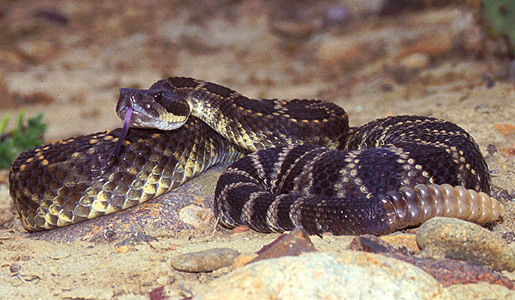
Зелена гримуча змія

#### Риби
Протягом льодовикового періоду, у регіоні не було будь-яких риб, а коли льодовик відійшов, водоспади не давали рибам можливості колонізувати верхню (східну) частину парку. Таким чином, більшість сучасних видів риб були інтродуковані людиною, крім пструга райдужного, який вже жив у верхній течії річок Тоулумні і Мерсед до прибуття європейців. Сьогодні, найпоширенішими видами є палія американська і пструг струмковий. Проте, значна кількість риб, інтродукованих у озера, не прижилися через кліматичні умови, нестачу їжі та відсутність місць для нересту.

### Проблеми

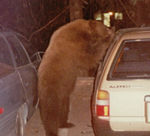
Ведмідь-барибал, що залізає в машину

Незважаючи на багату рослинність і вжиті природоохоронні заходи, в недалекому минулому 3 види фауни-мешканці парку, повністю вимерли, а ще 37 мають спеціальний статус за каліфорнійським чи федеральним списком видів, яким загрожує небезпека зникнення. Найсерйознішими загрозами для йосемітської дикої природи в наш час[коли?] є інтродуковані види, забруднення повітря, роздроблення природних середовищ і зміна клімату. Також враховуються такі чинники, як потрапляння тварин під колеса автомобілів і вживання деяких видів в їжу людьми.
Свого часу ведмеді барибал були відомі тим, що легко влізали у вікна запаркованих машин у пошуках їжі. Вони також збиралися навколо сміттєвих контейнерів і звалищ, чим привертали любителів-фотографів. Часті випадки контактів ведмедів з людьми та їх майном привели до досить агресивної кампанії з їх відлучення від місць перебування людей. Всі доступні звалища були закриті, сміттєві контейнери обгороджені, кемпінги обладнані спеціальними металевими ящиками із замком, щоб люди не залишали продукти в машинах. Оскільки зазвичай всі агресивно налаштовані до людей ведмеді повинні знищуватися, персонал парку висунув ідеєю використання гумових куль для відлякування тварин. Натепер щорічно відловлюється близько 30 ведмедів, береться аналіз їх ДНК, а на їх вухо прикріплюється спеціальний знак, так що у разі неприємностей з боку тварин, рейнджери можуть швидко ідентифікувати їх.
Зростальне озонове забруднення викликає пошкодження тканин дерев секвоядендрон. Це робить їх уразливішими до зараження паразитами і хворобами. Оскільки їх проростання безпосередньо залежить від підданих вогню ґрунтів, гасіння пожеж зменшило їх можливості для відтворення. Зараз лісові пожежі вважаються необхідним елементом екосистем та здійснюються штучно, під контролем та на обмеженій території.

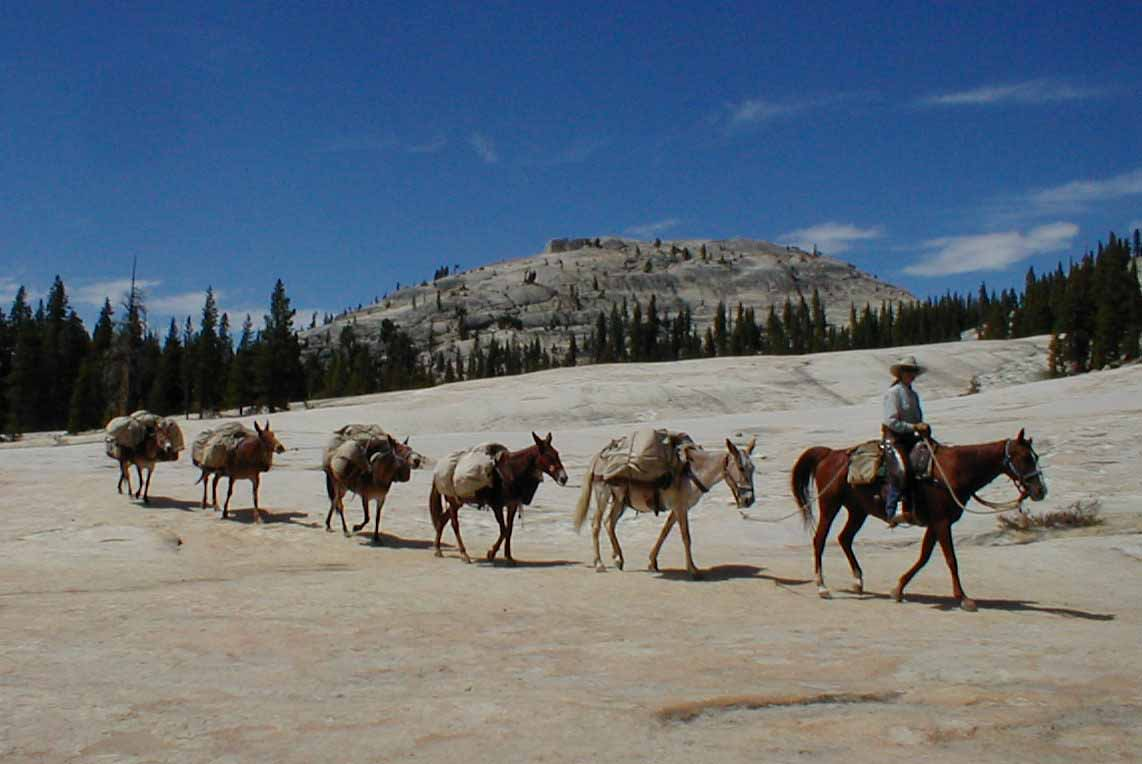
Для перевезення вантажів по більшій частині парку рейнджери використовують мулів.

На території парку зареєстровано понад 130 немісцевих, інтродукованих видів рослин. Ці рослини були ввезені першими поселенцями наприкінці 1850-х років. Природні катаклізми і дії людини, як-от лісові пожежі або будівництво, сприяли швидкому розповсюдженню їх по всій території парка. Деякі види таких рослин витіснили місцеві види, що кінець кінцем позначилося на ресурсах парка. Деякі інтродуковані види можуть істотно вплинути на екосистему регіону, наприклад, сприяти пожежонебезпечності або збільшити вміст азоту в ґрунті, що може служити базою для розповсюдження інших нерідних видів. Багато видів, такі як волошка сонячна, мають довгий корінь, що дозволяє ним конкурувати з іншими рослинами в отриманні води.
З 1940-х років такі рослини як будяк звичайний, коров'як звичайний і звіробій звичайний були визнані шкідливими для даного регіону. Пізніше було додано ще декілька агресивних видів, над розповсюдженням яких був потрібний контроль, серед них волошка сонячна, буркун, ожина (Rubus discolor, Rubus laciniatus) і барвінок великий. Рейнджери парку працюють над знищенням цих рослин.

## Відвідування

### Загальні дані

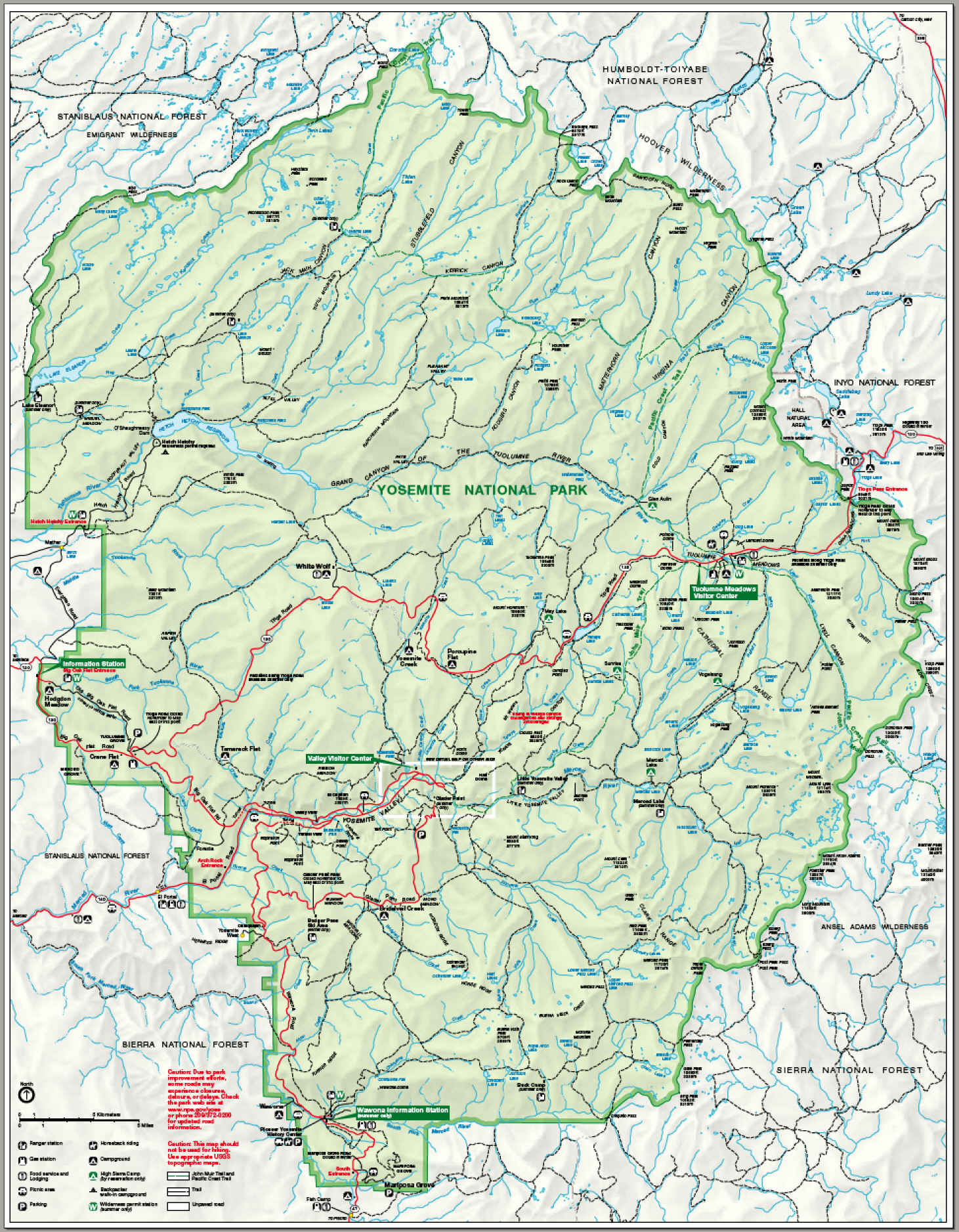
Карта парку. Детальніше див. [http://www.nps.gov/yose/planyourvisit/upload/YOSEpark2003.pdf

Долина Йосеміті відкрита для відвідування протягом цілого року, але більша частина решти парку закривається завдяки товстому сніговому покриву у листопаді та відкривається тільки пізньою весною. Більшість людей насолоджуються короткими прогулянками і довшими пішими екскурсіями до водоспадів в долині Йосеміті, або ходить між гігантськими секвоями в гаях Маріпоса, Тоулумні і Мерсед. Інші направляються на туристичному автобусі до Льодовикової точки (літом або восени) щоб насолодитися виглядом долини Йосеміті та навколишніх гір, або рухаються уздовж дороги Тьога до лугів Тоулумні (літом або восені), де йдуть на пішу прогулянку.

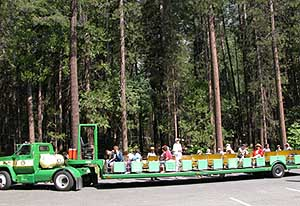
Трамвайчик в гаю секвоядендронів Маріпоса

Більшість людей приїжджають до парку на один день та відвідують місця в межах долини Йосеміті, до яких можна добратися автомобілем (станом на 2006 рік, існував 20-доларовий збір з кожної машини, щоб в'їхати до парку). Транспортні пробки у долині Йосеміті — серйозна проблема протягом піку туристичного сезону, літа. Вільний громадський транспорт діє у долині протягом всього року, а рейнджери парку заохочують людей користуватися ним, позаяк місця для стоянки у долині звичайно знайти дуже важко. Майже весь парк, проте, надзвичайно захищений та не має автомобільних доріг, до того ж вимагає дозволу на перебування протягом ночі.
Крім дослідження природних красот парку, відвідувачі можуть дізнатися про природну та культурну історію парку у Центрі відвідувачів, Музеї Йосеміті та Природничому центрі. Тут розташовані й меморіальний будинок Леконта, першого відвідувача парку, та усесвітньо відомий Готель Авані (Ahwahnee Hotel).

### Походи

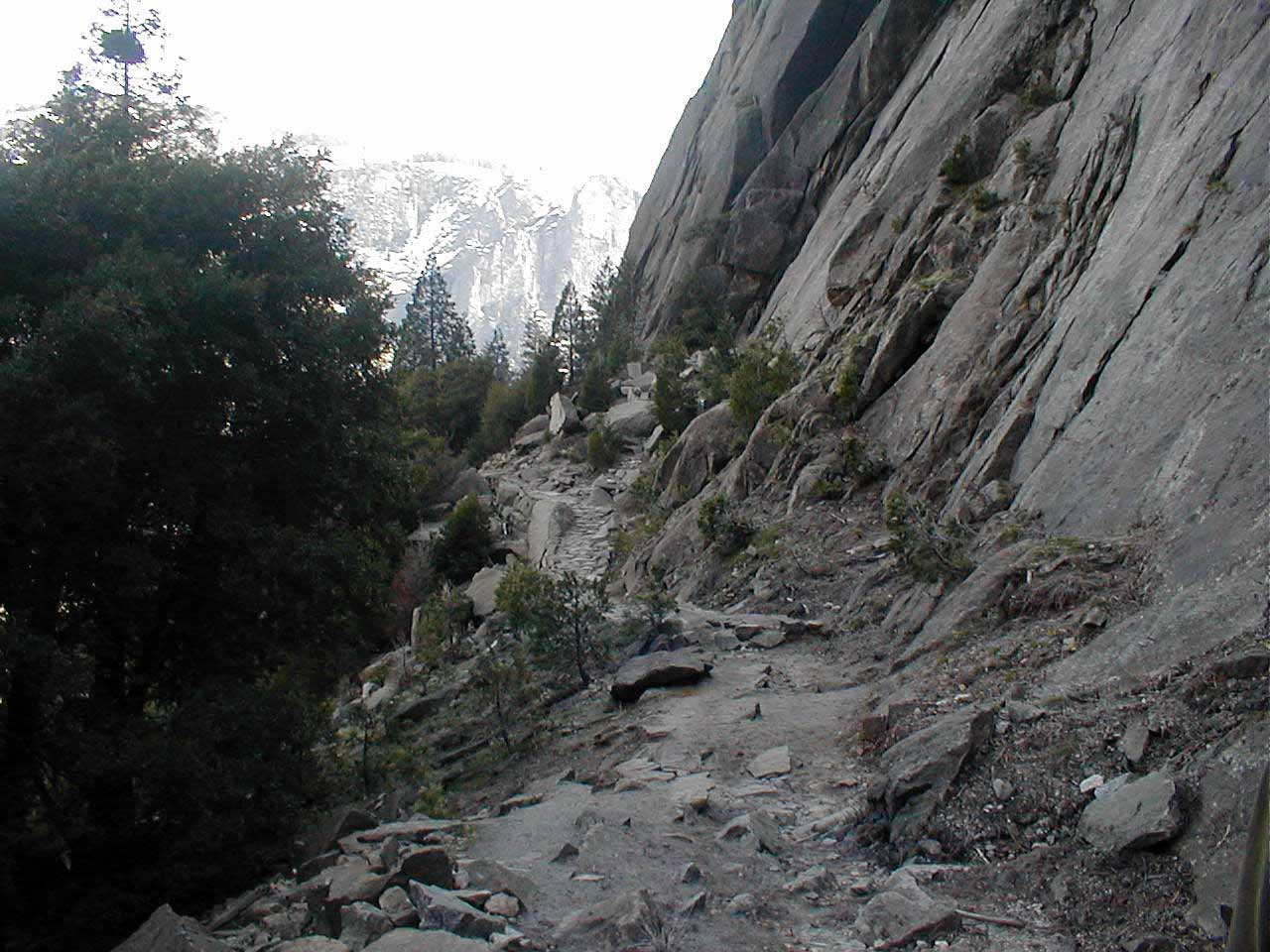
Стежка до водоспадів Йосеміті

Понад 1300 км стежок доступні для мандрівників — від легкої прогулянки до виснажливих піших екскурсій на вершини кількох гір парку і до багатоденних походів.
Для одноденних походів парк можна умовно поділити на 5 частин долину Йосеміті, льодовик Вавовна/гай Маріпоса/Льодовикова точка, луг Тоулумні, долина Гетч-Гетчі, і Журавліна рівнина (Crant flat)/гора Білий вовк (White Wolf). Численні книги описують стежки парку, і безкоштовна інформація доступна на в'їзді до парку та у кількох «Центрів відвідувачів». Більшість працівників парку настійно заохочують відвідувати решту частин парку, окрім долини Йосеміті.
Між пізньою весною і ранньою осінню, практично вся територія парку відкрита для багатоденних походів. Проте, всі нічні подорожі в глушині вимагають отримання дозволу і більшість з них вимагають схваленого контейнера для їжі, у який не може забратися ведмідь.

### Велосипедні подорожі
Протягом більшої частини року в долині Йосеміті доступні велосипедні подорожі. Понад 20 км мощених велосипедних шляхів доступні в долині. Крім того, велосипедисти можуть їздити автомобільними дорогами (якщо вони дотримуються правил дорожнього руху). Велосипедні шлеми потрібні згідно з законом для дітей до 18 років. Їздити бездоріжжям та гірськими стежками в Йосеміті заборонено.

### Автомобільні подорожі
Хоча більшість місць в Йосеміті вимагають пішого походу, багатьох мальовничих місць можна досягти за допомогою автомобіля. Подорож на автомобілі також дозволяє гостям спостерігати нічне небо в інших місцях окрім їх кемпінгу або будиночка. Всі дороги в Йосеміті дуже мальовничі, але найзнаменитішою є дорога Тьога, зазвичай відкрита від пізнього травня або раннього червня до листопада.

### Альпінізм

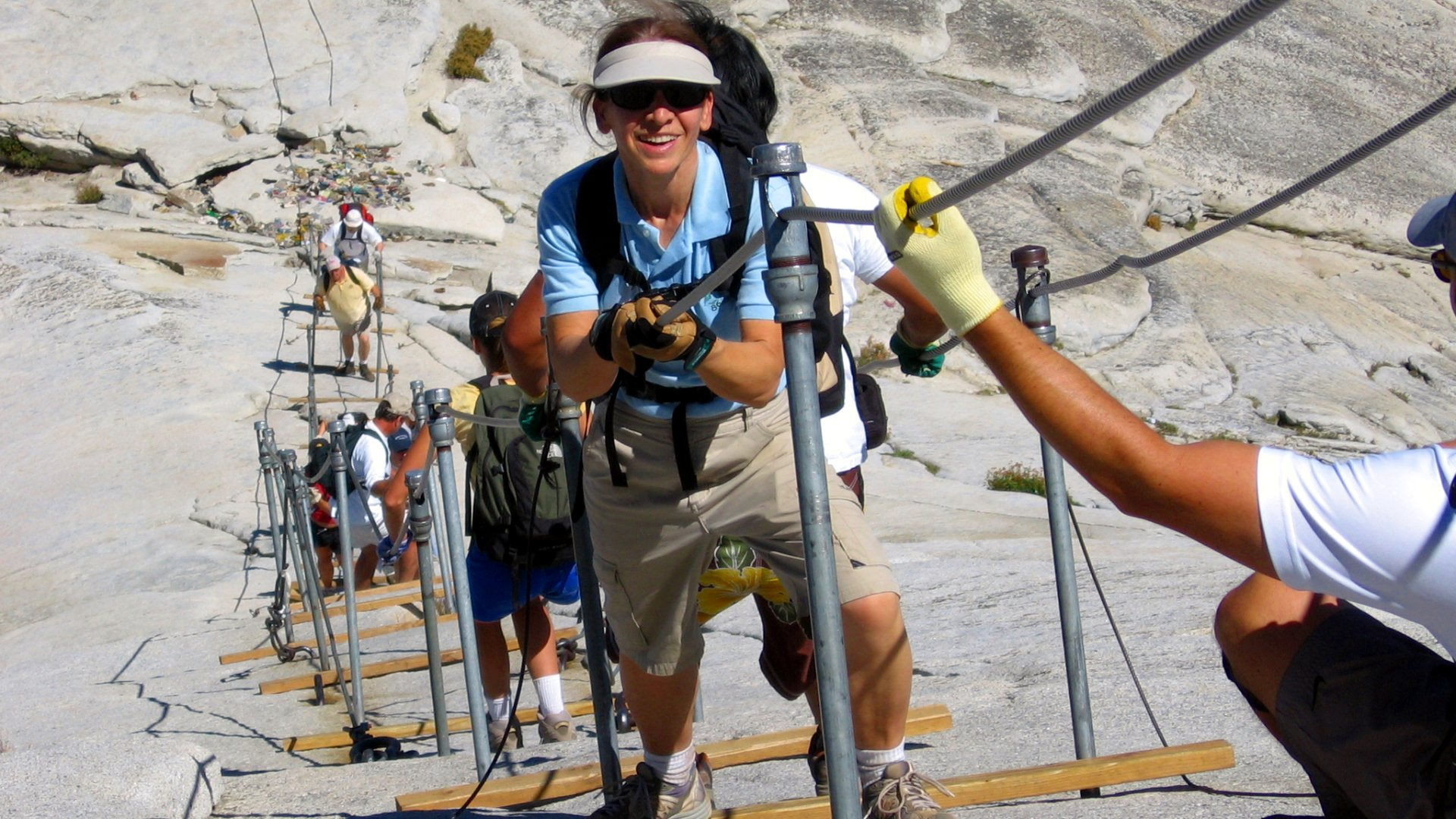
Шлях на гору Гаф-Доум

Альпінізм дуже популярний в Йосеміті. Табір 4 — піший табір в Йосеміті — зіграв важливу роль у розвитку альпінізму як виду спорта, та занесений в Національний реєстр історичних місць США. Альпіністів можна часто побачити протягом безсніжних місяців на багатьох скелях парку. Дуже популярною є вертикальна скеля Ель-Капітан. Багато майстрів також пропонують уроки альпінізму. Для відвідувачів без досвіду популярний підйом на скелю Хаф Доум по підвісних сходах висотою 274 м.

### Зимові види діяльності

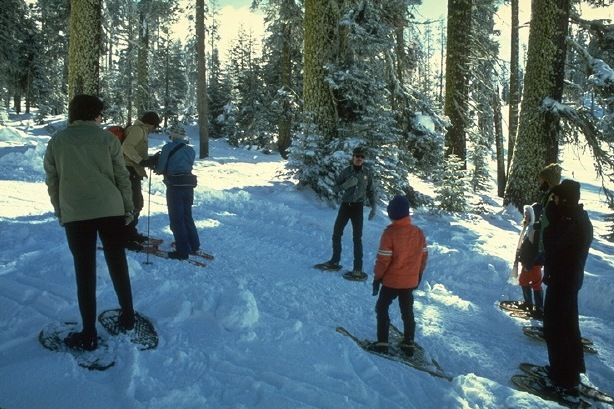
Похід на снігоступах під керівництвом рейнджера парку

Багато з доріг в парку закриті зимою через велику кількість снігу. Проте, долина Йосеміті відкрита протягом всього року. Катання на гірських лижах доступне на лижному курорті «Борсуковий прохід» (Badger Pass Ski Area), найстарішому в Каліфорнії, який працює з середини грудня до початку квітня. Більша частина луків парку відкрита узимку біля бігових лиж і снігоступів, з кількома центрами відпочинку та оренди лиж. Для подорожей, які тривають кілька днів, потрібний дозвіл.

Різдвяна Брейсбріджівська вечеря проводиться щорічно в готелі Авані починаючи з 1927 року, натхненна творами Вашингтона Ірвінга, в яких він описує поміщика Брейсбріджа і англійське Різдво. Подія біла організована Анселем Адамсом.